# Sicilská obrana
Sicilská obrana je šachové zahájení charakterizované tahy 1.e4 c5 (ECO B20-B99)
Poprvé se o něm zmiňuje G. C. Polerio v roce 1594. O několik let později jej G. Greco nazval il gioco siciliano (sicilská hra).
Zahájení je velmi populární a je také ze všech nejhranější.
Patří do repertoáru většiny velmistrů a v poslední době se o ještě větší popularizaci zasloužil Garri Kasparov.
Sicilská obrana se považuje za nejlepší možnost, jak mít s černými šanci na vítězství po 1.e4.
Tahem 1… c5 černý bojuje o střed, oproti 1… e5 není ale pozice symetrická.
V hlavní variantě, která je charakterizovaná 2. Jf3 s plánem 3. d4 mění černý svého c pěšce za bílého pěšce d, za což často získává protihru po c sloupci.

## Nejznámější varianty

### Najdorfova varianta
|   | a | b | c | d | e | f | g | h |   |
| 8 | a8 černý věž · b8 černý jezdec · c8 černý střelec · d8 černý dáma · e8 černý král · f8 černý střelec · h8 černý věž · b7 černý pěšec · e7 černý pěšec · f7 černý pěšec · g7 černý pěšec · h7 černý pěšec · a6 černý pěšec · d6 černý pěšec · f6 černý jezdec · d4 bílý jezdec · e4 bílý pěšec · c3 bílý jezdec · a2 bílý pěšec · b2 bílý pěšec · c2 bílý pěšec · f2 bílý pěšec · g2 bílý pěšec · h2 bílý pěšec · a1 bílý věž · c1 bílý střelec · d1 bílý dáma · e1 bílý král · f1 bílý střelec · h1 bílý věž | a8 černý věž · b8 černý jezdec · c8 černý střelec · d8 černý dáma · e8 černý král · f8 černý střelec · h8 černý věž · b7 černý pěšec · e7 černý pěšec · f7 černý pěšec · g7 černý pěšec · h7 černý pěšec · a6 černý pěšec · d6 černý pěšec · f6 černý jezdec · d4 bílý jezdec · e4 bílý pěšec · c3 bílý jezdec · a2 bílý pěšec · b2 bílý pěšec · c2 bílý pěšec · f2 bílý pěšec · g2 bílý pěšec · h2 bílý pěšec · a1 bílý věž · c1 bílý střelec · d1 bílý dáma · e1 bílý král · f1 bílý střelec · h1 bílý věž | a8 černý věž · b8 černý jezdec · c8 černý střelec · d8 černý dáma · e8 černý král · f8 černý střelec · h8 černý věž · b7 černý pěšec · e7 černý pěšec · f7 černý pěšec · g7 černý pěšec · h7 černý pěšec · a6 černý pěšec · d6 černý pěšec · f6 černý jezdec · d4 bílý jezdec · e4 bílý pěšec · c3 bílý jezdec · a2 bílý pěšec · b2 bílý pěšec · c2 bílý pěšec · f2 bílý pěšec · g2 bílý pěšec · h2 bílý pěšec · a1 bílý věž · c1 bílý střelec · d1 bílý dáma · e1 bílý král · f1 bílý střelec · h1 bílý věž | a8 černý věž · b8 černý jezdec · c8 černý střelec · d8 černý dáma · e8 černý král · f8 černý střelec · h8 černý věž · b7 černý pěšec · e7 černý pěšec · f7 černý pěšec · g7 černý pěšec · h7 černý pěšec · a6 černý pěšec · d6 černý pěšec · f6 černý jezdec · d4 bílý jezdec · e4 bílý pěšec · c3 bílý jezdec · a2 bílý pěšec · b2 bílý pěšec · c2 bílý pěšec · f2 bílý pěšec · g2 bílý pěšec · h2 bílý pěšec · a1 bílý věž · c1 bílý střelec · d1 bílý dáma · e1 bílý král · f1 bílý střelec · h1 bílý věž | a8 černý věž · b8 černý jezdec · c8 černý střelec · d8 černý dáma · e8 černý král · f8 černý střelec · h8 černý věž · b7 černý pěšec · e7 černý pěšec · f7 černý pěšec · g7 černý pěšec · h7 černý pěšec · a6 černý pěšec · d6 černý pěšec · f6 černý jezdec · d4 bílý jezdec · e4 bílý pěšec · c3 bílý jezdec · a2 bílý pěšec · b2 bílý pěšec · c2 bílý pěšec · f2 bílý pěšec · g2 bílý pěšec · h2 bílý pěšec · a1 bílý věž · c1 bílý střelec · d1 bílý dáma · e1 bílý král · f1 bílý střelec · h1 bílý věž | a8 černý věž · b8 černý jezdec · c8 černý střelec · d8 černý dáma · e8 černý král · f8 černý střelec · h8 černý věž · b7 černý pěšec · e7 černý pěšec · f7 černý pěšec · g7 černý pěšec · h7 černý pěšec · a6 černý pěšec · d6 černý pěšec · f6 černý jezdec · d4 bílý jezdec · e4 bílý pěšec · c3 bílý jezdec · a2 bílý pěšec · b2 bílý pěšec · c2 bílý pěšec · f2 bílý pěšec · g2 bílý pěšec · h2 bílý pěšec · a1 bílý věž · c1 bílý střelec · d1 bílý dáma · e1 bílý král · f1 bílý střelec · h1 bílý věž | a8 černý věž · b8 černý jezdec · c8 černý střelec · d8 černý dáma · e8 černý král · f8 černý střelec · h8 černý věž · b7 černý pěšec · e7 černý pěšec · f7 černý pěšec · g7 černý pěšec · h7 černý pěšec · a6 černý pěšec · d6 černý pěšec · f6 černý jezdec · d4 bílý jezdec · e4 bílý pěšec · c3 bílý jezdec · a2 bílý pěšec · b2 bílý pěšec · c2 bílý pěšec · f2 bílý pěšec · g2 bílý pěšec · h2 bílý pěšec · a1 bílý věž · c1 bílý střelec · d1 bílý dáma · e1 bílý král · f1 bílý střelec · h1 bílý věž | a8 černý věž · b8 černý jezdec · c8 černý střelec · d8 černý dáma · e8 černý král · f8 černý střelec · h8 černý věž · b7 černý pěšec · e7 černý pěšec · f7 černý pěšec · g7 černý pěšec · h7 černý pěšec · a6 černý pěšec · d6 černý pěšec · f6 černý jezdec · d4 bílý jezdec · e4 bílý pěšec · c3 bílý jezdec · a2 bílý pěšec · b2 bílý pěšec · c2 bílý pěšec · f2 bílý pěšec · g2 bílý pěšec · h2 bílý pěšec · a1 bílý věž · c1 bílý střelec · d1 bílý dáma · e1 bílý král · f1 bílý střelec · h1 bílý věž | 8 |
| 7 | a8 černý věž · b8 černý jezdec · c8 černý střelec · d8 černý dáma · e8 černý král · f8 černý střelec · h8 černý věž · b7 černý pěšec · e7 černý pěšec · f7 černý pěšec · g7 černý pěšec · h7 černý pěšec · a6 černý pěšec · d6 černý pěšec · f6 černý jezdec · d4 bílý jezdec · e4 bílý pěšec · c3 bílý jezdec · a2 bílý pěšec · b2 bílý pěšec · c2 bílý pěšec · f2 bílý pěšec · g2 bílý pěšec · h2 bílý pěšec · a1 bílý věž · c1 bílý střelec · d1 bílý dáma · e1 bílý král · f1 bílý střelec · h1 bílý věž | a8 černý věž · b8 černý jezdec · c8 černý střelec · d8 černý dáma · e8 černý král · f8 černý střelec · h8 černý věž · b7 černý pěšec · e7 černý pěšec · f7 černý pěšec · g7 černý pěšec · h7 černý pěšec · a6 černý pěšec · d6 černý pěšec · f6 černý jezdec · d4 bílý jezdec · e4 bílý pěšec · c3 bílý jezdec · a2 bílý pěšec · b2 bílý pěšec · c2 bílý pěšec · f2 bílý pěšec · g2 bílý pěšec · h2 bílý pěšec · a1 bílý věž · c1 bílý střelec · d1 bílý dáma · e1 bílý král · f1 bílý střelec · h1 bílý věž | a8 černý věž · b8 černý jezdec · c8 černý střelec · d8 černý dáma · e8 černý král · f8 černý střelec · h8 černý věž · b7 černý pěšec · e7 černý pěšec · f7 černý pěšec · g7 černý pěšec · h7 černý pěšec · a6 černý pěšec · d6 černý pěšec · f6 černý jezdec · d4 bílý jezdec · e4 bílý pěšec · c3 bílý jezdec · a2 bílý pěšec · b2 bílý pěšec · c2 bílý pěšec · f2 bílý pěšec · g2 bílý pěšec · h2 bílý pěšec · a1 bílý věž · c1 bílý střelec · d1 bílý dáma · e1 bílý král · f1 bílý střelec · h1 bílý věž | a8 černý věž · b8 černý jezdec · c8 černý střelec · d8 černý dáma · e8 černý král · f8 černý střelec · h8 černý věž · b7 černý pěšec · e7 černý pěšec · f7 černý pěšec · g7 černý pěšec · h7 černý pěšec · a6 černý pěšec · d6 černý pěšec · f6 černý jezdec · d4 bílý jezdec · e4 bílý pěšec · c3 bílý jezdec · a2 bílý pěšec · b2 bílý pěšec · c2 bílý pěšec · f2 bílý pěšec · g2 bílý pěšec · h2 bílý pěšec · a1 bílý věž · c1 bílý střelec · d1 bílý dáma · e1 bílý král · f1 bílý střelec · h1 bílý věž | a8 černý věž · b8 černý jezdec · c8 černý střelec · d8 černý dáma · e8 černý král · f8 černý střelec · h8 černý věž · b7 černý pěšec · e7 černý pěšec · f7 černý pěšec · g7 černý pěšec · h7 černý pěšec · a6 černý pěšec · d6 černý pěšec · f6 černý jezdec · d4 bílý jezdec · e4 bílý pěšec · c3 bílý jezdec · a2 bílý pěšec · b2 bílý pěšec · c2 bílý pěšec · f2 bílý pěšec · g2 bílý pěšec · h2 bílý pěšec · a1 bílý věž · c1 bílý střelec · d1 bílý dáma · e1 bílý král · f1 bílý střelec · h1 bílý věž | a8 černý věž · b8 černý jezdec · c8 černý střelec · d8 černý dáma · e8 černý král · f8 černý střelec · h8 černý věž · b7 černý pěšec · e7 černý pěšec · f7 černý pěšec · g7 černý pěšec · h7 černý pěšec · a6 černý pěšec · d6 černý pěšec · f6 černý jezdec · d4 bílý jezdec · e4 bílý pěšec · c3 bílý jezdec · a2 bílý pěšec · b2 bílý pěšec · c2 bílý pěšec · f2 bílý pěšec · g2 bílý pěšec · h2 bílý pěšec · a1 bílý věž · c1 bílý střelec · d1 bílý dáma · e1 bílý král · f1 bílý střelec · h1 bílý věž | a8 černý věž · b8 černý jezdec · c8 černý střelec · d8 černý dáma · e8 černý král · f8 černý střelec · h8 černý věž · b7 černý pěšec · e7 černý pěšec · f7 černý pěšec · g7 černý pěšec · h7 černý pěšec · a6 černý pěšec · d6 černý pěšec · f6 černý jezdec · d4 bílý jezdec · e4 bílý pěšec · c3 bílý jezdec · a2 bílý pěšec · b2 bílý pěšec · c2 bílý pěšec · f2 bílý pěšec · g2 bílý pěšec · h2 bílý pěšec · a1 bílý věž · c1 bílý střelec · d1 bílý dáma · e1 bílý král · f1 bílý střelec · h1 bílý věž | a8 černý věž · b8 černý jezdec · c8 černý střelec · d8 černý dáma · e8 černý král · f8 černý střelec · h8 černý věž · b7 černý pěšec · e7 černý pěšec · f7 černý pěšec · g7 černý pěšec · h7 černý pěšec · a6 černý pěšec · d6 černý pěšec · f6 černý jezdec · d4 bílý jezdec · e4 bílý pěšec · c3 bílý jezdec · a2 bílý pěšec · b2 bílý pěšec · c2 bílý pěšec · f2 bílý pěšec · g2 bílý pěšec · h2 bílý pěšec · a1 bílý věž · c1 bílý střelec · d1 bílý dáma · e1 bílý král · f1 bílý střelec · h1 bílý věž | 7 |
| 6 | a8 černý věž · b8 černý jezdec · c8 černý střelec · d8 černý dáma · e8 černý král · f8 černý střelec · h8 černý věž · b7 černý pěšec · e7 černý pěšec · f7 černý pěšec · g7 černý pěšec · h7 černý pěšec · a6 černý pěšec · d6 černý pěšec · f6 černý jezdec · d4 bílý jezdec · e4 bílý pěšec · c3 bílý jezdec · a2 bílý pěšec · b2 bílý pěšec · c2 bílý pěšec · f2 bílý pěšec · g2 bílý pěšec · h2 bílý pěšec · a1 bílý věž · c1 bílý střelec · d1 bílý dáma · e1 bílý král · f1 bílý střelec · h1 bílý věž | a8 černý věž · b8 černý jezdec · c8 černý střelec · d8 černý dáma · e8 černý král · f8 černý střelec · h8 černý věž · b7 černý pěšec · e7 černý pěšec · f7 černý pěšec · g7 černý pěšec · h7 černý pěšec · a6 černý pěšec · d6 černý pěšec · f6 černý jezdec · d4 bílý jezdec · e4 bílý pěšec · c3 bílý jezdec · a2 bílý pěšec · b2 bílý pěšec · c2 bílý pěšec · f2 bílý pěšec · g2 bílý pěšec · h2 bílý pěšec · a1 bílý věž · c1 bílý střelec · d1 bílý dáma · e1 bílý král · f1 bílý střelec · h1 bílý věž | a8 černý věž · b8 černý jezdec · c8 černý střelec · d8 černý dáma · e8 černý král · f8 černý střelec · h8 černý věž · b7 černý pěšec · e7 černý pěšec · f7 černý pěšec · g7 černý pěšec · h7 černý pěšec · a6 černý pěšec · d6 černý pěšec · f6 černý jezdec · d4 bílý jezdec · e4 bílý pěšec · c3 bílý jezdec · a2 bílý pěšec · b2 bílý pěšec · c2 bílý pěšec · f2 bílý pěšec · g2 bílý pěšec · h2 bílý pěšec · a1 bílý věž · c1 bílý střelec · d1 bílý dáma · e1 bílý král · f1 bílý střelec · h1 bílý věž | a8 černý věž · b8 černý jezdec · c8 černý střelec · d8 černý dáma · e8 černý král · f8 černý střelec · h8 černý věž · b7 černý pěšec · e7 černý pěšec · f7 černý pěšec · g7 černý pěšec · h7 černý pěšec · a6 černý pěšec · d6 černý pěšec · f6 černý jezdec · d4 bílý jezdec · e4 bílý pěšec · c3 bílý jezdec · a2 bílý pěšec · b2 bílý pěšec · c2 bílý pěšec · f2 bílý pěšec · g2 bílý pěšec · h2 bílý pěšec · a1 bílý věž · c1 bílý střelec · d1 bílý dáma · e1 bílý král · f1 bílý střelec · h1 bílý věž | a8 černý věž · b8 černý jezdec · c8 černý střelec · d8 černý dáma · e8 černý král · f8 černý střelec · h8 černý věž · b7 černý pěšec · e7 černý pěšec · f7 černý pěšec · g7 černý pěšec · h7 černý pěšec · a6 černý pěšec · d6 černý pěšec · f6 černý jezdec · d4 bílý jezdec · e4 bílý pěšec · c3 bílý jezdec · a2 bílý pěšec · b2 bílý pěšec · c2 bílý pěšec · f2 bílý pěšec · g2 bílý pěšec · h2 bílý pěšec · a1 bílý věž · c1 bílý střelec · d1 bílý dáma · e1 bílý král · f1 bílý střelec · h1 bílý věž | a8 černý věž · b8 černý jezdec · c8 černý střelec · d8 černý dáma · e8 černý král · f8 černý střelec · h8 černý věž · b7 černý pěšec · e7 černý pěšec · f7 černý pěšec · g7 černý pěšec · h7 černý pěšec · a6 černý pěšec · d6 černý pěšec · f6 černý jezdec · d4 bílý jezdec · e4 bílý pěšec · c3 bílý jezdec · a2 bílý pěšec · b2 bílý pěšec · c2 bílý pěšec · f2 bílý pěšec · g2 bílý pěšec · h2 bílý pěšec · a1 bílý věž · c1 bílý střelec · d1 bílý dáma · e1 bílý král · f1 bílý střelec · h1 bílý věž | a8 černý věž · b8 černý jezdec · c8 černý střelec · d8 černý dáma · e8 černý král · f8 černý střelec · h8 černý věž · b7 černý pěšec · e7 černý pěšec · f7 černý pěšec · g7 černý pěšec · h7 černý pěšec · a6 černý pěšec · d6 černý pěšec · f6 černý jezdec · d4 bílý jezdec · e4 bílý pěšec · c3 bílý jezdec · a2 bílý pěšec · b2 bílý pěšec · c2 bílý pěšec · f2 bílý pěšec · g2 bílý pěšec · h2 bílý pěšec · a1 bílý věž · c1 bílý střelec · d1 bílý dáma · e1 bílý král · f1 bílý střelec · h1 bílý věž | a8 černý věž · b8 černý jezdec · c8 černý střelec · d8 černý dáma · e8 černý král · f8 černý střelec · h8 černý věž · b7 černý pěšec · e7 černý pěšec · f7 černý pěšec · g7 černý pěšec · h7 černý pěšec · a6 černý pěšec · d6 černý pěšec · f6 černý jezdec · d4 bílý jezdec · e4 bílý pěšec · c3 bílý jezdec · a2 bílý pěšec · b2 bílý pěšec · c2 bílý pěšec · f2 bílý pěšec · g2 bílý pěšec · h2 bílý pěšec · a1 bílý věž · c1 bílý střelec · d1 bílý dáma · e1 bílý král · f1 bílý střelec · h1 bílý věž | 6 |
| 5 | a8 černý věž · b8 černý jezdec · c8 černý střelec · d8 černý dáma · e8 černý král · f8 černý střelec · h8 černý věž · b7 černý pěšec · e7 černý pěšec · f7 černý pěšec · g7 černý pěšec · h7 černý pěšec · a6 černý pěšec · d6 černý pěšec · f6 černý jezdec · d4 bílý jezdec · e4 bílý pěšec · c3 bílý jezdec · a2 bílý pěšec · b2 bílý pěšec · c2 bílý pěšec · f2 bílý pěšec · g2 bílý pěšec · h2 bílý pěšec · a1 bílý věž · c1 bílý střelec · d1 bílý dáma · e1 bílý král · f1 bílý střelec · h1 bílý věž | a8 černý věž · b8 černý jezdec · c8 černý střelec · d8 černý dáma · e8 černý král · f8 černý střelec · h8 černý věž · b7 černý pěšec · e7 černý pěšec · f7 černý pěšec · g7 černý pěšec · h7 černý pěšec · a6 černý pěšec · d6 černý pěšec · f6 černý jezdec · d4 bílý jezdec · e4 bílý pěšec · c3 bílý jezdec · a2 bílý pěšec · b2 bílý pěšec · c2 bílý pěšec · f2 bílý pěšec · g2 bílý pěšec · h2 bílý pěšec · a1 bílý věž · c1 bílý střelec · d1 bílý dáma · e1 bílý král · f1 bílý střelec · h1 bílý věž | a8 černý věž · b8 černý jezdec · c8 černý střelec · d8 černý dáma · e8 černý král · f8 černý střelec · h8 černý věž · b7 černý pěšec · e7 černý pěšec · f7 černý pěšec · g7 černý pěšec · h7 černý pěšec · a6 černý pěšec · d6 černý pěšec · f6 černý jezdec · d4 bílý jezdec · e4 bílý pěšec · c3 bílý jezdec · a2 bílý pěšec · b2 bílý pěšec · c2 bílý pěšec · f2 bílý pěšec · g2 bílý pěšec · h2 bílý pěšec · a1 bílý věž · c1 bílý střelec · d1 bílý dáma · e1 bílý král · f1 bílý střelec · h1 bílý věž | a8 černý věž · b8 černý jezdec · c8 černý střelec · d8 černý dáma · e8 černý král · f8 černý střelec · h8 černý věž · b7 černý pěšec · e7 černý pěšec · f7 černý pěšec · g7 černý pěšec · h7 černý pěšec · a6 černý pěšec · d6 černý pěšec · f6 černý jezdec · d4 bílý jezdec · e4 bílý pěšec · c3 bílý jezdec · a2 bílý pěšec · b2 bílý pěšec · c2 bílý pěšec · f2 bílý pěšec · g2 bílý pěšec · h2 bílý pěšec · a1 bílý věž · c1 bílý střelec · d1 bílý dáma · e1 bílý král · f1 bílý střelec · h1 bílý věž | a8 černý věž · b8 černý jezdec · c8 černý střelec · d8 černý dáma · e8 černý král · f8 černý střelec · h8 černý věž · b7 černý pěšec · e7 černý pěšec · f7 černý pěšec · g7 černý pěšec · h7 černý pěšec · a6 černý pěšec · d6 černý pěšec · f6 černý jezdec · d4 bílý jezdec · e4 bílý pěšec · c3 bílý jezdec · a2 bílý pěšec · b2 bílý pěšec · c2 bílý pěšec · f2 bílý pěšec · g2 bílý pěšec · h2 bílý pěšec · a1 bílý věž · c1 bílý střelec · d1 bílý dáma · e1 bílý král · f1 bílý střelec · h1 bílý věž | a8 černý věž · b8 černý jezdec · c8 černý střelec · d8 černý dáma · e8 černý král · f8 černý střelec · h8 černý věž · b7 černý pěšec · e7 černý pěšec · f7 černý pěšec · g7 černý pěšec · h7 černý pěšec · a6 černý pěšec · d6 černý pěšec · f6 černý jezdec · d4 bílý jezdec · e4 bílý pěšec · c3 bílý jezdec · a2 bílý pěšec · b2 bílý pěšec · c2 bílý pěšec · f2 bílý pěšec · g2 bílý pěšec · h2 bílý pěšec · a1 bílý věž · c1 bílý střelec · d1 bílý dáma · e1 bílý král · f1 bílý střelec · h1 bílý věž | a8 černý věž · b8 černý jezdec · c8 černý střelec · d8 černý dáma · e8 černý král · f8 černý střelec · h8 černý věž · b7 černý pěšec · e7 černý pěšec · f7 černý pěšec · g7 černý pěšec · h7 černý pěšec · a6 černý pěšec · d6 černý pěšec · f6 černý jezdec · d4 bílý jezdec · e4 bílý pěšec · c3 bílý jezdec · a2 bílý pěšec · b2 bílý pěšec · c2 bílý pěšec · f2 bílý pěšec · g2 bílý pěšec · h2 bílý pěšec · a1 bílý věž · c1 bílý střelec · d1 bílý dáma · e1 bílý král · f1 bílý střelec · h1 bílý věž | a8 černý věž · b8 černý jezdec · c8 černý střelec · d8 černý dáma · e8 černý král · f8 černý střelec · h8 černý věž · b7 černý pěšec · e7 černý pěšec · f7 černý pěšec · g7 černý pěšec · h7 černý pěšec · a6 černý pěšec · d6 černý pěšec · f6 černý jezdec · d4 bílý jezdec · e4 bílý pěšec · c3 bílý jezdec · a2 bílý pěšec · b2 bílý pěšec · c2 bílý pěšec · f2 bílý pěšec · g2 bílý pěšec · h2 bílý pěšec · a1 bílý věž · c1 bílý střelec · d1 bílý dáma · e1 bílý král · f1 bílý střelec · h1 bílý věž | 5 |
| 4 | a8 černý věž · b8 černý jezdec · c8 černý střelec · d8 černý dáma · e8 černý král · f8 černý střelec · h8 černý věž · b7 černý pěšec · e7 černý pěšec · f7 černý pěšec · g7 černý pěšec · h7 černý pěšec · a6 černý pěšec · d6 černý pěšec · f6 černý jezdec · d4 bílý jezdec · e4 bílý pěšec · c3 bílý jezdec · a2 bílý pěšec · b2 bílý pěšec · c2 bílý pěšec · f2 bílý pěšec · g2 bílý pěšec · h2 bílý pěšec · a1 bílý věž · c1 bílý střelec · d1 bílý dáma · e1 bílý král · f1 bílý střelec · h1 bílý věž | a8 černý věž · b8 černý jezdec · c8 černý střelec · d8 černý dáma · e8 černý král · f8 černý střelec · h8 černý věž · b7 černý pěšec · e7 černý pěšec · f7 černý pěšec · g7 černý pěšec · h7 černý pěšec · a6 černý pěšec · d6 černý pěšec · f6 černý jezdec · d4 bílý jezdec · e4 bílý pěšec · c3 bílý jezdec · a2 bílý pěšec · b2 bílý pěšec · c2 bílý pěšec · f2 bílý pěšec · g2 bílý pěšec · h2 bílý pěšec · a1 bílý věž · c1 bílý střelec · d1 bílý dáma · e1 bílý král · f1 bílý střelec · h1 bílý věž | a8 černý věž · b8 černý jezdec · c8 černý střelec · d8 černý dáma · e8 černý král · f8 černý střelec · h8 černý věž · b7 černý pěšec · e7 černý pěšec · f7 černý pěšec · g7 černý pěšec · h7 černý pěšec · a6 černý pěšec · d6 černý pěšec · f6 černý jezdec · d4 bílý jezdec · e4 bílý pěšec · c3 bílý jezdec · a2 bílý pěšec · b2 bílý pěšec · c2 bílý pěšec · f2 bílý pěšec · g2 bílý pěšec · h2 bílý pěšec · a1 bílý věž · c1 bílý střelec · d1 bílý dáma · e1 bílý král · f1 bílý střelec · h1 bílý věž | a8 černý věž · b8 černý jezdec · c8 černý střelec · d8 černý dáma · e8 černý král · f8 černý střelec · h8 černý věž · b7 černý pěšec · e7 černý pěšec · f7 černý pěšec · g7 černý pěšec · h7 černý pěšec · a6 černý pěšec · d6 černý pěšec · f6 černý jezdec · d4 bílý jezdec · e4 bílý pěšec · c3 bílý jezdec · a2 bílý pěšec · b2 bílý pěšec · c2 bílý pěšec · f2 bílý pěšec · g2 bílý pěšec · h2 bílý pěšec · a1 bílý věž · c1 bílý střelec · d1 bílý dáma · e1 bílý král · f1 bílý střelec · h1 bílý věž | a8 černý věž · b8 černý jezdec · c8 černý střelec · d8 černý dáma · e8 černý král · f8 černý střelec · h8 černý věž · b7 černý pěšec · e7 černý pěšec · f7 černý pěšec · g7 černý pěšec · h7 černý pěšec · a6 černý pěšec · d6 černý pěšec · f6 černý jezdec · d4 bílý jezdec · e4 bílý pěšec · c3 bílý jezdec · a2 bílý pěšec · b2 bílý pěšec · c2 bílý pěšec · f2 bílý pěšec · g2 bílý pěšec · h2 bílý pěšec · a1 bílý věž · c1 bílý střelec · d1 bílý dáma · e1 bílý král · f1 bílý střelec · h1 bílý věž | a8 černý věž · b8 černý jezdec · c8 černý střelec · d8 černý dáma · e8 černý král · f8 černý střelec · h8 černý věž · b7 černý pěšec · e7 černý pěšec · f7 černý pěšec · g7 černý pěšec · h7 černý pěšec · a6 černý pěšec · d6 černý pěšec · f6 černý jezdec · d4 bílý jezdec · e4 bílý pěšec · c3 bílý jezdec · a2 bílý pěšec · b2 bílý pěšec · c2 bílý pěšec · f2 bílý pěšec · g2 bílý pěšec · h2 bílý pěšec · a1 bílý věž · c1 bílý střelec · d1 bílý dáma · e1 bílý král · f1 bílý střelec · h1 bílý věž | a8 černý věž · b8 černý jezdec · c8 černý střelec · d8 černý dáma · e8 černý král · f8 černý střelec · h8 černý věž · b7 černý pěšec · e7 černý pěšec · f7 černý pěšec · g7 černý pěšec · h7 černý pěšec · a6 černý pěšec · d6 černý pěšec · f6 černý jezdec · d4 bílý jezdec · e4 bílý pěšec · c3 bílý jezdec · a2 bílý pěšec · b2 bílý pěšec · c2 bílý pěšec · f2 bílý pěšec · g2 bílý pěšec · h2 bílý pěšec · a1 bílý věž · c1 bílý střelec · d1 bílý dáma · e1 bílý král · f1 bílý střelec · h1 bílý věž | a8 černý věž · b8 černý jezdec · c8 černý střelec · d8 černý dáma · e8 černý král · f8 černý střelec · h8 černý věž · b7 černý pěšec · e7 černý pěšec · f7 černý pěšec · g7 černý pěšec · h7 černý pěšec · a6 černý pěšec · d6 černý pěšec · f6 černý jezdec · d4 bílý jezdec · e4 bílý pěšec · c3 bílý jezdec · a2 bílý pěšec · b2 bílý pěšec · c2 bílý pěšec · f2 bílý pěšec · g2 bílý pěšec · h2 bílý pěšec · a1 bílý věž · c1 bílý střelec · d1 bílý dáma · e1 bílý král · f1 bílý střelec · h1 bílý věž | 4 |
| 3 | a8 černý věž · b8 černý jezdec · c8 černý střelec · d8 černý dáma · e8 černý král · f8 černý střelec · h8 černý věž · b7 černý pěšec · e7 černý pěšec · f7 černý pěšec · g7 černý pěšec · h7 černý pěšec · a6 černý pěšec · d6 černý pěšec · f6 černý jezdec · d4 bílý jezdec · e4 bílý pěšec · c3 bílý jezdec · a2 bílý pěšec · b2 bílý pěšec · c2 bílý pěšec · f2 bílý pěšec · g2 bílý pěšec · h2 bílý pěšec · a1 bílý věž · c1 bílý střelec · d1 bílý dáma · e1 bílý král · f1 bílý střelec · h1 bílý věž | a8 černý věž · b8 černý jezdec · c8 černý střelec · d8 černý dáma · e8 černý král · f8 černý střelec · h8 černý věž · b7 černý pěšec · e7 černý pěšec · f7 černý pěšec · g7 černý pěšec · h7 černý pěšec · a6 černý pěšec · d6 černý pěšec · f6 černý jezdec · d4 bílý jezdec · e4 bílý pěšec · c3 bílý jezdec · a2 bílý pěšec · b2 bílý pěšec · c2 bílý pěšec · f2 bílý pěšec · g2 bílý pěšec · h2 bílý pěšec · a1 bílý věž · c1 bílý střelec · d1 bílý dáma · e1 bílý král · f1 bílý střelec · h1 bílý věž | a8 černý věž · b8 černý jezdec · c8 černý střelec · d8 černý dáma · e8 černý král · f8 černý střelec · h8 černý věž · b7 černý pěšec · e7 černý pěšec · f7 černý pěšec · g7 černý pěšec · h7 černý pěšec · a6 černý pěšec · d6 černý pěšec · f6 černý jezdec · d4 bílý jezdec · e4 bílý pěšec · c3 bílý jezdec · a2 bílý pěšec · b2 bílý pěšec · c2 bílý pěšec · f2 bílý pěšec · g2 bílý pěšec · h2 bílý pěšec · a1 bílý věž · c1 bílý střelec · d1 bílý dáma · e1 bílý král · f1 bílý střelec · h1 bílý věž | a8 černý věž · b8 černý jezdec · c8 černý střelec · d8 černý dáma · e8 černý král · f8 černý střelec · h8 černý věž · b7 černý pěšec · e7 černý pěšec · f7 černý pěšec · g7 černý pěšec · h7 černý pěšec · a6 černý pěšec · d6 černý pěšec · f6 černý jezdec · d4 bílý jezdec · e4 bílý pěšec · c3 bílý jezdec · a2 bílý pěšec · b2 bílý pěšec · c2 bílý pěšec · f2 bílý pěšec · g2 bílý pěšec · h2 bílý pěšec · a1 bílý věž · c1 bílý střelec · d1 bílý dáma · e1 bílý král · f1 bílý střelec · h1 bílý věž | a8 černý věž · b8 černý jezdec · c8 černý střelec · d8 černý dáma · e8 černý král · f8 černý střelec · h8 černý věž · b7 černý pěšec · e7 černý pěšec · f7 černý pěšec · g7 černý pěšec · h7 černý pěšec · a6 černý pěšec · d6 černý pěšec · f6 černý jezdec · d4 bílý jezdec · e4 bílý pěšec · c3 bílý jezdec · a2 bílý pěšec · b2 bílý pěšec · c2 bílý pěšec · f2 bílý pěšec · g2 bílý pěšec · h2 bílý pěšec · a1 bílý věž · c1 bílý střelec · d1 bílý dáma · e1 bílý král · f1 bílý střelec · h1 bílý věž | a8 černý věž · b8 černý jezdec · c8 černý střelec · d8 černý dáma · e8 černý král · f8 černý střelec · h8 černý věž · b7 černý pěšec · e7 černý pěšec · f7 černý pěšec · g7 černý pěšec · h7 černý pěšec · a6 černý pěšec · d6 černý pěšec · f6 černý jezdec · d4 bílý jezdec · e4 bílý pěšec · c3 bílý jezdec · a2 bílý pěšec · b2 bílý pěšec · c2 bílý pěšec · f2 bílý pěšec · g2 bílý pěšec · h2 bílý pěšec · a1 bílý věž · c1 bílý střelec · d1 bílý dáma · e1 bílý král · f1 bílý střelec · h1 bílý věž | a8 černý věž · b8 černý jezdec · c8 černý střelec · d8 černý dáma · e8 černý král · f8 černý střelec · h8 černý věž · b7 černý pěšec · e7 černý pěšec · f7 černý pěšec · g7 černý pěšec · h7 černý pěšec · a6 černý pěšec · d6 černý pěšec · f6 černý jezdec · d4 bílý jezdec · e4 bílý pěšec · c3 bílý jezdec · a2 bílý pěšec · b2 bílý pěšec · c2 bílý pěšec · f2 bílý pěšec · g2 bílý pěšec · h2 bílý pěšec · a1 bílý věž · c1 bílý střelec · d1 bílý dáma · e1 bílý král · f1 bílý střelec · h1 bílý věž | a8 černý věž · b8 černý jezdec · c8 černý střelec · d8 černý dáma · e8 černý král · f8 černý střelec · h8 černý věž · b7 černý pěšec · e7 černý pěšec · f7 černý pěšec · g7 černý pěšec · h7 černý pěšec · a6 černý pěšec · d6 černý pěšec · f6 černý jezdec · d4 bílý jezdec · e4 bílý pěšec · c3 bílý jezdec · a2 bílý pěšec · b2 bílý pěšec · c2 bílý pěšec · f2 bílý pěšec · g2 bílý pěšec · h2 bílý pěšec · a1 bílý věž · c1 bílý střelec · d1 bílý dáma · e1 bílý král · f1 bílý střelec · h1 bílý věž | 3 |
| 2 | a8 černý věž · b8 černý jezdec · c8 černý střelec · d8 černý dáma · e8 černý král · f8 černý střelec · h8 černý věž · b7 černý pěšec · e7 černý pěšec · f7 černý pěšec · g7 černý pěšec · h7 černý pěšec · a6 černý pěšec · d6 černý pěšec · f6 černý jezdec · d4 bílý jezdec · e4 bílý pěšec · c3 bílý jezdec · a2 bílý pěšec · b2 bílý pěšec · c2 bílý pěšec · f2 bílý pěšec · g2 bílý pěšec · h2 bílý pěšec · a1 bílý věž · c1 bílý střelec · d1 bílý dáma · e1 bílý král · f1 bílý střelec · h1 bílý věž | a8 černý věž · b8 černý jezdec · c8 černý střelec · d8 černý dáma · e8 černý král · f8 černý střelec · h8 černý věž · b7 černý pěšec · e7 černý pěšec · f7 černý pěšec · g7 černý pěšec · h7 černý pěšec · a6 černý pěšec · d6 černý pěšec · f6 černý jezdec · d4 bílý jezdec · e4 bílý pěšec · c3 bílý jezdec · a2 bílý pěšec · b2 bílý pěšec · c2 bílý pěšec · f2 bílý pěšec · g2 bílý pěšec · h2 bílý pěšec · a1 bílý věž · c1 bílý střelec · d1 bílý dáma · e1 bílý král · f1 bílý střelec · h1 bílý věž | a8 černý věž · b8 černý jezdec · c8 černý střelec · d8 černý dáma · e8 černý král · f8 černý střelec · h8 černý věž · b7 černý pěšec · e7 černý pěšec · f7 černý pěšec · g7 černý pěšec · h7 černý pěšec · a6 černý pěšec · d6 černý pěšec · f6 černý jezdec · d4 bílý jezdec · e4 bílý pěšec · c3 bílý jezdec · a2 bílý pěšec · b2 bílý pěšec · c2 bílý pěšec · f2 bílý pěšec · g2 bílý pěšec · h2 bílý pěšec · a1 bílý věž · c1 bílý střelec · d1 bílý dáma · e1 bílý král · f1 bílý střelec · h1 bílý věž | a8 černý věž · b8 černý jezdec · c8 černý střelec · d8 černý dáma · e8 černý král · f8 černý střelec · h8 černý věž · b7 černý pěšec · e7 černý pěšec · f7 černý pěšec · g7 černý pěšec · h7 černý pěšec · a6 černý pěšec · d6 černý pěšec · f6 černý jezdec · d4 bílý jezdec · e4 bílý pěšec · c3 bílý jezdec · a2 bílý pěšec · b2 bílý pěšec · c2 bílý pěšec · f2 bílý pěšec · g2 bílý pěšec · h2 bílý pěšec · a1 bílý věž · c1 bílý střelec · d1 bílý dáma · e1 bílý král · f1 bílý střelec · h1 bílý věž | a8 černý věž · b8 černý jezdec · c8 černý střelec · d8 černý dáma · e8 černý král · f8 černý střelec · h8 černý věž · b7 černý pěšec · e7 černý pěšec · f7 černý pěšec · g7 černý pěšec · h7 černý pěšec · a6 černý pěšec · d6 černý pěšec · f6 černý jezdec · d4 bílý jezdec · e4 bílý pěšec · c3 bílý jezdec · a2 bílý pěšec · b2 bílý pěšec · c2 bílý pěšec · f2 bílý pěšec · g2 bílý pěšec · h2 bílý pěšec · a1 bílý věž · c1 bílý střelec · d1 bílý dáma · e1 bílý král · f1 bílý střelec · h1 bílý věž | a8 černý věž · b8 černý jezdec · c8 černý střelec · d8 černý dáma · e8 černý král · f8 černý střelec · h8 černý věž · b7 černý pěšec · e7 černý pěšec · f7 černý pěšec · g7 černý pěšec · h7 černý pěšec · a6 černý pěšec · d6 černý pěšec · f6 černý jezdec · d4 bílý jezdec · e4 bílý pěšec · c3 bílý jezdec · a2 bílý pěšec · b2 bílý pěšec · c2 bílý pěšec · f2 bílý pěšec · g2 bílý pěšec · h2 bílý pěšec · a1 bílý věž · c1 bílý střelec · d1 bílý dáma · e1 bílý král · f1 bílý střelec · h1 bílý věž | a8 černý věž · b8 černý jezdec · c8 černý střelec · d8 černý dáma · e8 černý král · f8 černý střelec · h8 černý věž · b7 černý pěšec · e7 černý pěšec · f7 černý pěšec · g7 černý pěšec · h7 černý pěšec · a6 černý pěšec · d6 černý pěšec · f6 černý jezdec · d4 bílý jezdec · e4 bílý pěšec · c3 bílý jezdec · a2 bílý pěšec · b2 bílý pěšec · c2 bílý pěšec · f2 bílý pěšec · g2 bílý pěšec · h2 bílý pěšec · a1 bílý věž · c1 bílý střelec · d1 bílý dáma · e1 bílý král · f1 bílý střelec · h1 bílý věž | a8 černý věž · b8 černý jezdec · c8 černý střelec · d8 černý dáma · e8 černý král · f8 černý střelec · h8 černý věž · b7 černý pěšec · e7 černý pěšec · f7 černý pěšec · g7 černý pěšec · h7 černý pěšec · a6 černý pěšec · d6 černý pěšec · f6 černý jezdec · d4 bílý jezdec · e4 bílý pěšec · c3 bílý jezdec · a2 bílý pěšec · b2 bílý pěšec · c2 bílý pěšec · f2 bílý pěšec · g2 bílý pěšec · h2 bílý pěšec · a1 bílý věž · c1 bílý střelec · d1 bílý dáma · e1 bílý král · f1 bílý střelec · h1 bílý věž | 2 |
| 1 | a8 černý věž · b8 černý jezdec · c8 černý střelec · d8 černý dáma · e8 černý král · f8 černý střelec · h8 černý věž · b7 černý pěšec · e7 černý pěšec · f7 černý pěšec · g7 černý pěšec · h7 černý pěšec · a6 černý pěšec · d6 černý pěšec · f6 černý jezdec · d4 bílý jezdec · e4 bílý pěšec · c3 bílý jezdec · a2 bílý pěšec · b2 bílý pěšec · c2 bílý pěšec · f2 bílý pěšec · g2 bílý pěšec · h2 bílý pěšec · a1 bílý věž · c1 bílý střelec · d1 bílý dáma · e1 bílý král · f1 bílý střelec · h1 bílý věž | a8 černý věž · b8 černý jezdec · c8 černý střelec · d8 černý dáma · e8 černý král · f8 černý střelec · h8 černý věž · b7 černý pěšec · e7 černý pěšec · f7 černý pěšec · g7 černý pěšec · h7 černý pěšec · a6 černý pěšec · d6 černý pěšec · f6 černý jezdec · d4 bílý jezdec · e4 bílý pěšec · c3 bílý jezdec · a2 bílý pěšec · b2 bílý pěšec · c2 bílý pěšec · f2 bílý pěšec · g2 bílý pěšec · h2 bílý pěšec · a1 bílý věž · c1 bílý střelec · d1 bílý dáma · e1 bílý král · f1 bílý střelec · h1 bílý věž | a8 černý věž · b8 černý jezdec · c8 černý střelec · d8 černý dáma · e8 černý král · f8 černý střelec · h8 černý věž · b7 černý pěšec · e7 černý pěšec · f7 černý pěšec · g7 černý pěšec · h7 černý pěšec · a6 černý pěšec · d6 černý pěšec · f6 černý jezdec · d4 bílý jezdec · e4 bílý pěšec · c3 bílý jezdec · a2 bílý pěšec · b2 bílý pěšec · c2 bílý pěšec · f2 bílý pěšec · g2 bílý pěšec · h2 bílý pěšec · a1 bílý věž · c1 bílý střelec · d1 bílý dáma · e1 bílý král · f1 bílý střelec · h1 bílý věž | a8 černý věž · b8 černý jezdec · c8 černý střelec · d8 černý dáma · e8 černý král · f8 černý střelec · h8 černý věž · b7 černý pěšec · e7 černý pěšec · f7 černý pěšec · g7 černý pěšec · h7 černý pěšec · a6 černý pěšec · d6 černý pěšec · f6 černý jezdec · d4 bílý jezdec · e4 bílý pěšec · c3 bílý jezdec · a2 bílý pěšec · b2 bílý pěšec · c2 bílý pěšec · f2 bílý pěšec · g2 bílý pěšec · h2 bílý pěšec · a1 bílý věž · c1 bílý střelec · d1 bílý dáma · e1 bílý král · f1 bílý střelec · h1 bílý věž | a8 černý věž · b8 černý jezdec · c8 černý střelec · d8 černý dáma · e8 černý král · f8 černý střelec · h8 černý věž · b7 černý pěšec · e7 černý pěšec · f7 černý pěšec · g7 černý pěšec · h7 černý pěšec · a6 černý pěšec · d6 černý pěšec · f6 černý jezdec · d4 bílý jezdec · e4 bílý pěšec · c3 bílý jezdec · a2 bílý pěšec · b2 bílý pěšec · c2 bílý pěšec · f2 bílý pěšec · g2 bílý pěšec · h2 bílý pěšec · a1 bílý věž · c1 bílý střelec · d1 bílý dáma · e1 bílý král · f1 bílý střelec · h1 bílý věž | a8 černý věž · b8 černý jezdec · c8 černý střelec · d8 černý dáma · e8 černý král · f8 černý střelec · h8 černý věž · b7 černý pěšec · e7 černý pěšec · f7 černý pěšec · g7 černý pěšec · h7 černý pěšec · a6 černý pěšec · d6 černý pěšec · f6 černý jezdec · d4 bílý jezdec · e4 bílý pěšec · c3 bílý jezdec · a2 bílý pěšec · b2 bílý pěšec · c2 bílý pěšec · f2 bílý pěšec · g2 bílý pěšec · h2 bílý pěšec · a1 bílý věž · c1 bílý střelec · d1 bílý dáma · e1 bílý král · f1 bílý střelec · h1 bílý věž | a8 černý věž · b8 černý jezdec · c8 černý střelec · d8 černý dáma · e8 černý král · f8 černý střelec · h8 černý věž · b7 černý pěšec · e7 černý pěšec · f7 černý pěšec · g7 černý pěšec · h7 černý pěšec · a6 černý pěšec · d6 černý pěšec · f6 černý jezdec · d4 bílý jezdec · e4 bílý pěšec · c3 bílý jezdec · a2 bílý pěšec · b2 bílý pěšec · c2 bílý pěšec · f2 bílý pěšec · g2 bílý pěšec · h2 bílý pěšec · a1 bílý věž · c1 bílý střelec · d1 bílý dáma · e1 bílý král · f1 bílý střelec · h1 bílý věž | a8 černý věž · b8 černý jezdec · c8 černý střelec · d8 černý dáma · e8 černý král · f8 černý střelec · h8 černý věž · b7 černý pěšec · e7 černý pěšec · f7 černý pěšec · g7 černý pěšec · h7 černý pěšec · a6 černý pěšec · d6 černý pěšec · f6 černý jezdec · d4 bílý jezdec · e4 bílý pěšec · c3 bílý jezdec · a2 bílý pěšec · b2 bílý pěšec · c2 bílý pěšec · f2 bílý pěšec · g2 bílý pěšec · h2 bílý pěšec · a1 bílý věž · c1 bílý střelec · d1 bílý dáma · e1 bílý král · f1 bílý střelec · h1 bílý věž | 1 |
|   | a | b | c | d | e | f | g | h |   |

1. e4 c5 2. Jf3 d6 3. d4 cxd4 4. Jxd4 Jf6 5. Jc3 a6 (ECO B90-B99)
Je jedním z nejoblíbenějších odpovědí.
Jako hlavní linie se považuje 6.Sg5. Častěji ale hraje bílý v 6. tahu jiná pokračování a černý zde zamýšlí odpovědět 6… e5 s protihrou. O její popularizaci se hodně zasloužil R. Fischer.
Jestliže nehraje bílý 6.Sg5 a černý odpoví 6… e6, tak hra přechází do Scheveningské varianty.

### Scheveningská varianta
|   | a | b | c | d | e | f | g | h |   |
| 8 | a8 černý věž · b8 černý jezdec · c8 černý střelec · d8 černý dáma · e8 černý král · f8 černý střelec · h8 černý věž · a7 černý pěšec · b7 černý pěšec · f7 černý pěšec · g7 černý pěšec · h7 černý pěšec · d6 černý pěšec · e6 černý pěšec · f6 černý jezdec · d4 bílý jezdec · e4 bílý pěšec · c3 bílý jezdec · a2 bílý pěšec · b2 bílý pěšec · c2 bílý pěšec · f2 bílý pěšec · g2 bílý pěšec · h2 bílý pěšec · a1 bílý věž · c1 bílý střelec · d1 bílý dáma · e1 bílý král · f1 bílý střelec · h1 bílý věž | a8 černý věž · b8 černý jezdec · c8 černý střelec · d8 černý dáma · e8 černý král · f8 černý střelec · h8 černý věž · a7 černý pěšec · b7 černý pěšec · f7 černý pěšec · g7 černý pěšec · h7 černý pěšec · d6 černý pěšec · e6 černý pěšec · f6 černý jezdec · d4 bílý jezdec · e4 bílý pěšec · c3 bílý jezdec · a2 bílý pěšec · b2 bílý pěšec · c2 bílý pěšec · f2 bílý pěšec · g2 bílý pěšec · h2 bílý pěšec · a1 bílý věž · c1 bílý střelec · d1 bílý dáma · e1 bílý král · f1 bílý střelec · h1 bílý věž | a8 černý věž · b8 černý jezdec · c8 černý střelec · d8 černý dáma · e8 černý král · f8 černý střelec · h8 černý věž · a7 černý pěšec · b7 černý pěšec · f7 černý pěšec · g7 černý pěšec · h7 černý pěšec · d6 černý pěšec · e6 černý pěšec · f6 černý jezdec · d4 bílý jezdec · e4 bílý pěšec · c3 bílý jezdec · a2 bílý pěšec · b2 bílý pěšec · c2 bílý pěšec · f2 bílý pěšec · g2 bílý pěšec · h2 bílý pěšec · a1 bílý věž · c1 bílý střelec · d1 bílý dáma · e1 bílý král · f1 bílý střelec · h1 bílý věž | a8 černý věž · b8 černý jezdec · c8 černý střelec · d8 černý dáma · e8 černý král · f8 černý střelec · h8 černý věž · a7 černý pěšec · b7 černý pěšec · f7 černý pěšec · g7 černý pěšec · h7 černý pěšec · d6 černý pěšec · e6 černý pěšec · f6 černý jezdec · d4 bílý jezdec · e4 bílý pěšec · c3 bílý jezdec · a2 bílý pěšec · b2 bílý pěšec · c2 bílý pěšec · f2 bílý pěšec · g2 bílý pěšec · h2 bílý pěšec · a1 bílý věž · c1 bílý střelec · d1 bílý dáma · e1 bílý král · f1 bílý střelec · h1 bílý věž | a8 černý věž · b8 černý jezdec · c8 černý střelec · d8 černý dáma · e8 černý král · f8 černý střelec · h8 černý věž · a7 černý pěšec · b7 černý pěšec · f7 černý pěšec · g7 černý pěšec · h7 černý pěšec · d6 černý pěšec · e6 černý pěšec · f6 černý jezdec · d4 bílý jezdec · e4 bílý pěšec · c3 bílý jezdec · a2 bílý pěšec · b2 bílý pěšec · c2 bílý pěšec · f2 bílý pěšec · g2 bílý pěšec · h2 bílý pěšec · a1 bílý věž · c1 bílý střelec · d1 bílý dáma · e1 bílý král · f1 bílý střelec · h1 bílý věž | a8 černý věž · b8 černý jezdec · c8 černý střelec · d8 černý dáma · e8 černý král · f8 černý střelec · h8 černý věž · a7 černý pěšec · b7 černý pěšec · f7 černý pěšec · g7 černý pěšec · h7 černý pěšec · d6 černý pěšec · e6 černý pěšec · f6 černý jezdec · d4 bílý jezdec · e4 bílý pěšec · c3 bílý jezdec · a2 bílý pěšec · b2 bílý pěšec · c2 bílý pěšec · f2 bílý pěšec · g2 bílý pěšec · h2 bílý pěšec · a1 bílý věž · c1 bílý střelec · d1 bílý dáma · e1 bílý král · f1 bílý střelec · h1 bílý věž | a8 černý věž · b8 černý jezdec · c8 černý střelec · d8 černý dáma · e8 černý král · f8 černý střelec · h8 černý věž · a7 černý pěšec · b7 černý pěšec · f7 černý pěšec · g7 černý pěšec · h7 černý pěšec · d6 černý pěšec · e6 černý pěšec · f6 černý jezdec · d4 bílý jezdec · e4 bílý pěšec · c3 bílý jezdec · a2 bílý pěšec · b2 bílý pěšec · c2 bílý pěšec · f2 bílý pěšec · g2 bílý pěšec · h2 bílý pěšec · a1 bílý věž · c1 bílý střelec · d1 bílý dáma · e1 bílý král · f1 bílý střelec · h1 bílý věž | a8 černý věž · b8 černý jezdec · c8 černý střelec · d8 černý dáma · e8 černý král · f8 černý střelec · h8 černý věž · a7 černý pěšec · b7 černý pěšec · f7 černý pěšec · g7 černý pěšec · h7 černý pěšec · d6 černý pěšec · e6 černý pěšec · f6 černý jezdec · d4 bílý jezdec · e4 bílý pěšec · c3 bílý jezdec · a2 bílý pěšec · b2 bílý pěšec · c2 bílý pěšec · f2 bílý pěšec · g2 bílý pěšec · h2 bílý pěšec · a1 bílý věž · c1 bílý střelec · d1 bílý dáma · e1 bílý král · f1 bílý střelec · h1 bílý věž | 8 |
| 7 | a8 černý věž · b8 černý jezdec · c8 černý střelec · d8 černý dáma · e8 černý král · f8 černý střelec · h8 černý věž · a7 černý pěšec · b7 černý pěšec · f7 černý pěšec · g7 černý pěšec · h7 černý pěšec · d6 černý pěšec · e6 černý pěšec · f6 černý jezdec · d4 bílý jezdec · e4 bílý pěšec · c3 bílý jezdec · a2 bílý pěšec · b2 bílý pěšec · c2 bílý pěšec · f2 bílý pěšec · g2 bílý pěšec · h2 bílý pěšec · a1 bílý věž · c1 bílý střelec · d1 bílý dáma · e1 bílý král · f1 bílý střelec · h1 bílý věž | a8 černý věž · b8 černý jezdec · c8 černý střelec · d8 černý dáma · e8 černý král · f8 černý střelec · h8 černý věž · a7 černý pěšec · b7 černý pěšec · f7 černý pěšec · g7 černý pěšec · h7 černý pěšec · d6 černý pěšec · e6 černý pěšec · f6 černý jezdec · d4 bílý jezdec · e4 bílý pěšec · c3 bílý jezdec · a2 bílý pěšec · b2 bílý pěšec · c2 bílý pěšec · f2 bílý pěšec · g2 bílý pěšec · h2 bílý pěšec · a1 bílý věž · c1 bílý střelec · d1 bílý dáma · e1 bílý král · f1 bílý střelec · h1 bílý věž | a8 černý věž · b8 černý jezdec · c8 černý střelec · d8 černý dáma · e8 černý král · f8 černý střelec · h8 černý věž · a7 černý pěšec · b7 černý pěšec · f7 černý pěšec · g7 černý pěšec · h7 černý pěšec · d6 černý pěšec · e6 černý pěšec · f6 černý jezdec · d4 bílý jezdec · e4 bílý pěšec · c3 bílý jezdec · a2 bílý pěšec · b2 bílý pěšec · c2 bílý pěšec · f2 bílý pěšec · g2 bílý pěšec · h2 bílý pěšec · a1 bílý věž · c1 bílý střelec · d1 bílý dáma · e1 bílý král · f1 bílý střelec · h1 bílý věž | a8 černý věž · b8 černý jezdec · c8 černý střelec · d8 černý dáma · e8 černý král · f8 černý střelec · h8 černý věž · a7 černý pěšec · b7 černý pěšec · f7 černý pěšec · g7 černý pěšec · h7 černý pěšec · d6 černý pěšec · e6 černý pěšec · f6 černý jezdec · d4 bílý jezdec · e4 bílý pěšec · c3 bílý jezdec · a2 bílý pěšec · b2 bílý pěšec · c2 bílý pěšec · f2 bílý pěšec · g2 bílý pěšec · h2 bílý pěšec · a1 bílý věž · c1 bílý střelec · d1 bílý dáma · e1 bílý král · f1 bílý střelec · h1 bílý věž | a8 černý věž · b8 černý jezdec · c8 černý střelec · d8 černý dáma · e8 černý král · f8 černý střelec · h8 černý věž · a7 černý pěšec · b7 černý pěšec · f7 černý pěšec · g7 černý pěšec · h7 černý pěšec · d6 černý pěšec · e6 černý pěšec · f6 černý jezdec · d4 bílý jezdec · e4 bílý pěšec · c3 bílý jezdec · a2 bílý pěšec · b2 bílý pěšec · c2 bílý pěšec · f2 bílý pěšec · g2 bílý pěšec · h2 bílý pěšec · a1 bílý věž · c1 bílý střelec · d1 bílý dáma · e1 bílý král · f1 bílý střelec · h1 bílý věž | a8 černý věž · b8 černý jezdec · c8 černý střelec · d8 černý dáma · e8 černý král · f8 černý střelec · h8 černý věž · a7 černý pěšec · b7 černý pěšec · f7 černý pěšec · g7 černý pěšec · h7 černý pěšec · d6 černý pěšec · e6 černý pěšec · f6 černý jezdec · d4 bílý jezdec · e4 bílý pěšec · c3 bílý jezdec · a2 bílý pěšec · b2 bílý pěšec · c2 bílý pěšec · f2 bílý pěšec · g2 bílý pěšec · h2 bílý pěšec · a1 bílý věž · c1 bílý střelec · d1 bílý dáma · e1 bílý král · f1 bílý střelec · h1 bílý věž | a8 černý věž · b8 černý jezdec · c8 černý střelec · d8 černý dáma · e8 černý král · f8 černý střelec · h8 černý věž · a7 černý pěšec · b7 černý pěšec · f7 černý pěšec · g7 černý pěšec · h7 černý pěšec · d6 černý pěšec · e6 černý pěšec · f6 černý jezdec · d4 bílý jezdec · e4 bílý pěšec · c3 bílý jezdec · a2 bílý pěšec · b2 bílý pěšec · c2 bílý pěšec · f2 bílý pěšec · g2 bílý pěšec · h2 bílý pěšec · a1 bílý věž · c1 bílý střelec · d1 bílý dáma · e1 bílý král · f1 bílý střelec · h1 bílý věž | a8 černý věž · b8 černý jezdec · c8 černý střelec · d8 černý dáma · e8 černý král · f8 černý střelec · h8 černý věž · a7 černý pěšec · b7 černý pěšec · f7 černý pěšec · g7 černý pěšec · h7 černý pěšec · d6 černý pěšec · e6 černý pěšec · f6 černý jezdec · d4 bílý jezdec · e4 bílý pěšec · c3 bílý jezdec · a2 bílý pěšec · b2 bílý pěšec · c2 bílý pěšec · f2 bílý pěšec · g2 bílý pěšec · h2 bílý pěšec · a1 bílý věž · c1 bílý střelec · d1 bílý dáma · e1 bílý král · f1 bílý střelec · h1 bílý věž | 7 |
| 6 | a8 černý věž · b8 černý jezdec · c8 černý střelec · d8 černý dáma · e8 černý král · f8 černý střelec · h8 černý věž · a7 černý pěšec · b7 černý pěšec · f7 černý pěšec · g7 černý pěšec · h7 černý pěšec · d6 černý pěšec · e6 černý pěšec · f6 černý jezdec · d4 bílý jezdec · e4 bílý pěšec · c3 bílý jezdec · a2 bílý pěšec · b2 bílý pěšec · c2 bílý pěšec · f2 bílý pěšec · g2 bílý pěšec · h2 bílý pěšec · a1 bílý věž · c1 bílý střelec · d1 bílý dáma · e1 bílý král · f1 bílý střelec · h1 bílý věž | a8 černý věž · b8 černý jezdec · c8 černý střelec · d8 černý dáma · e8 černý král · f8 černý střelec · h8 černý věž · a7 černý pěšec · b7 černý pěšec · f7 černý pěšec · g7 černý pěšec · h7 černý pěšec · d6 černý pěšec · e6 černý pěšec · f6 černý jezdec · d4 bílý jezdec · e4 bílý pěšec · c3 bílý jezdec · a2 bílý pěšec · b2 bílý pěšec · c2 bílý pěšec · f2 bílý pěšec · g2 bílý pěšec · h2 bílý pěšec · a1 bílý věž · c1 bílý střelec · d1 bílý dáma · e1 bílý král · f1 bílý střelec · h1 bílý věž | a8 černý věž · b8 černý jezdec · c8 černý střelec · d8 černý dáma · e8 černý král · f8 černý střelec · h8 černý věž · a7 černý pěšec · b7 černý pěšec · f7 černý pěšec · g7 černý pěšec · h7 černý pěšec · d6 černý pěšec · e6 černý pěšec · f6 černý jezdec · d4 bílý jezdec · e4 bílý pěšec · c3 bílý jezdec · a2 bílý pěšec · b2 bílý pěšec · c2 bílý pěšec · f2 bílý pěšec · g2 bílý pěšec · h2 bílý pěšec · a1 bílý věž · c1 bílý střelec · d1 bílý dáma · e1 bílý král · f1 bílý střelec · h1 bílý věž | a8 černý věž · b8 černý jezdec · c8 černý střelec · d8 černý dáma · e8 černý král · f8 černý střelec · h8 černý věž · a7 černý pěšec · b7 černý pěšec · f7 černý pěšec · g7 černý pěšec · h7 černý pěšec · d6 černý pěšec · e6 černý pěšec · f6 černý jezdec · d4 bílý jezdec · e4 bílý pěšec · c3 bílý jezdec · a2 bílý pěšec · b2 bílý pěšec · c2 bílý pěšec · f2 bílý pěšec · g2 bílý pěšec · h2 bílý pěšec · a1 bílý věž · c1 bílý střelec · d1 bílý dáma · e1 bílý král · f1 bílý střelec · h1 bílý věž | a8 černý věž · b8 černý jezdec · c8 černý střelec · d8 černý dáma · e8 černý král · f8 černý střelec · h8 černý věž · a7 černý pěšec · b7 černý pěšec · f7 černý pěšec · g7 černý pěšec · h7 černý pěšec · d6 černý pěšec · e6 černý pěšec · f6 černý jezdec · d4 bílý jezdec · e4 bílý pěšec · c3 bílý jezdec · a2 bílý pěšec · b2 bílý pěšec · c2 bílý pěšec · f2 bílý pěšec · g2 bílý pěšec · h2 bílý pěšec · a1 bílý věž · c1 bílý střelec · d1 bílý dáma · e1 bílý král · f1 bílý střelec · h1 bílý věž | a8 černý věž · b8 černý jezdec · c8 černý střelec · d8 černý dáma · e8 černý král · f8 černý střelec · h8 černý věž · a7 černý pěšec · b7 černý pěšec · f7 černý pěšec · g7 černý pěšec · h7 černý pěšec · d6 černý pěšec · e6 černý pěšec · f6 černý jezdec · d4 bílý jezdec · e4 bílý pěšec · c3 bílý jezdec · a2 bílý pěšec · b2 bílý pěšec · c2 bílý pěšec · f2 bílý pěšec · g2 bílý pěšec · h2 bílý pěšec · a1 bílý věž · c1 bílý střelec · d1 bílý dáma · e1 bílý král · f1 bílý střelec · h1 bílý věž | a8 černý věž · b8 černý jezdec · c8 černý střelec · d8 černý dáma · e8 černý král · f8 černý střelec · h8 černý věž · a7 černý pěšec · b7 černý pěšec · f7 černý pěšec · g7 černý pěšec · h7 černý pěšec · d6 černý pěšec · e6 černý pěšec · f6 černý jezdec · d4 bílý jezdec · e4 bílý pěšec · c3 bílý jezdec · a2 bílý pěšec · b2 bílý pěšec · c2 bílý pěšec · f2 bílý pěšec · g2 bílý pěšec · h2 bílý pěšec · a1 bílý věž · c1 bílý střelec · d1 bílý dáma · e1 bílý král · f1 bílý střelec · h1 bílý věž | a8 černý věž · b8 černý jezdec · c8 černý střelec · d8 černý dáma · e8 černý král · f8 černý střelec · h8 černý věž · a7 černý pěšec · b7 černý pěšec · f7 černý pěšec · g7 černý pěšec · h7 černý pěšec · d6 černý pěšec · e6 černý pěšec · f6 černý jezdec · d4 bílý jezdec · e4 bílý pěšec · c3 bílý jezdec · a2 bílý pěšec · b2 bílý pěšec · c2 bílý pěšec · f2 bílý pěšec · g2 bílý pěšec · h2 bílý pěšec · a1 bílý věž · c1 bílý střelec · d1 bílý dáma · e1 bílý král · f1 bílý střelec · h1 bílý věž | 6 |
| 5 | a8 černý věž · b8 černý jezdec · c8 černý střelec · d8 černý dáma · e8 černý král · f8 černý střelec · h8 černý věž · a7 černý pěšec · b7 černý pěšec · f7 černý pěšec · g7 černý pěšec · h7 černý pěšec · d6 černý pěšec · e6 černý pěšec · f6 černý jezdec · d4 bílý jezdec · e4 bílý pěšec · c3 bílý jezdec · a2 bílý pěšec · b2 bílý pěšec · c2 bílý pěšec · f2 bílý pěšec · g2 bílý pěšec · h2 bílý pěšec · a1 bílý věž · c1 bílý střelec · d1 bílý dáma · e1 bílý král · f1 bílý střelec · h1 bílý věž | a8 černý věž · b8 černý jezdec · c8 černý střelec · d8 černý dáma · e8 černý král · f8 černý střelec · h8 černý věž · a7 černý pěšec · b7 černý pěšec · f7 černý pěšec · g7 černý pěšec · h7 černý pěšec · d6 černý pěšec · e6 černý pěšec · f6 černý jezdec · d4 bílý jezdec · e4 bílý pěšec · c3 bílý jezdec · a2 bílý pěšec · b2 bílý pěšec · c2 bílý pěšec · f2 bílý pěšec · g2 bílý pěšec · h2 bílý pěšec · a1 bílý věž · c1 bílý střelec · d1 bílý dáma · e1 bílý král · f1 bílý střelec · h1 bílý věž | a8 černý věž · b8 černý jezdec · c8 černý střelec · d8 černý dáma · e8 černý král · f8 černý střelec · h8 černý věž · a7 černý pěšec · b7 černý pěšec · f7 černý pěšec · g7 černý pěšec · h7 černý pěšec · d6 černý pěšec · e6 černý pěšec · f6 černý jezdec · d4 bílý jezdec · e4 bílý pěšec · c3 bílý jezdec · a2 bílý pěšec · b2 bílý pěšec · c2 bílý pěšec · f2 bílý pěšec · g2 bílý pěšec · h2 bílý pěšec · a1 bílý věž · c1 bílý střelec · d1 bílý dáma · e1 bílý král · f1 bílý střelec · h1 bílý věž | a8 černý věž · b8 černý jezdec · c8 černý střelec · d8 černý dáma · e8 černý král · f8 černý střelec · h8 černý věž · a7 černý pěšec · b7 černý pěšec · f7 černý pěšec · g7 černý pěšec · h7 černý pěšec · d6 černý pěšec · e6 černý pěšec · f6 černý jezdec · d4 bílý jezdec · e4 bílý pěšec · c3 bílý jezdec · a2 bílý pěšec · b2 bílý pěšec · c2 bílý pěšec · f2 bílý pěšec · g2 bílý pěšec · h2 bílý pěšec · a1 bílý věž · c1 bílý střelec · d1 bílý dáma · e1 bílý král · f1 bílý střelec · h1 bílý věž | a8 černý věž · b8 černý jezdec · c8 černý střelec · d8 černý dáma · e8 černý král · f8 černý střelec · h8 černý věž · a7 černý pěšec · b7 černý pěšec · f7 černý pěšec · g7 černý pěšec · h7 černý pěšec · d6 černý pěšec · e6 černý pěšec · f6 černý jezdec · d4 bílý jezdec · e4 bílý pěšec · c3 bílý jezdec · a2 bílý pěšec · b2 bílý pěšec · c2 bílý pěšec · f2 bílý pěšec · g2 bílý pěšec · h2 bílý pěšec · a1 bílý věž · c1 bílý střelec · d1 bílý dáma · e1 bílý král · f1 bílý střelec · h1 bílý věž | a8 černý věž · b8 černý jezdec · c8 černý střelec · d8 černý dáma · e8 černý král · f8 černý střelec · h8 černý věž · a7 černý pěšec · b7 černý pěšec · f7 černý pěšec · g7 černý pěšec · h7 černý pěšec · d6 černý pěšec · e6 černý pěšec · f6 černý jezdec · d4 bílý jezdec · e4 bílý pěšec · c3 bílý jezdec · a2 bílý pěšec · b2 bílý pěšec · c2 bílý pěšec · f2 bílý pěšec · g2 bílý pěšec · h2 bílý pěšec · a1 bílý věž · c1 bílý střelec · d1 bílý dáma · e1 bílý král · f1 bílý střelec · h1 bílý věž | a8 černý věž · b8 černý jezdec · c8 černý střelec · d8 černý dáma · e8 černý král · f8 černý střelec · h8 černý věž · a7 černý pěšec · b7 černý pěšec · f7 černý pěšec · g7 černý pěšec · h7 černý pěšec · d6 černý pěšec · e6 černý pěšec · f6 černý jezdec · d4 bílý jezdec · e4 bílý pěšec · c3 bílý jezdec · a2 bílý pěšec · b2 bílý pěšec · c2 bílý pěšec · f2 bílý pěšec · g2 bílý pěšec · h2 bílý pěšec · a1 bílý věž · c1 bílý střelec · d1 bílý dáma · e1 bílý král · f1 bílý střelec · h1 bílý věž | a8 černý věž · b8 černý jezdec · c8 černý střelec · d8 černý dáma · e8 černý král · f8 černý střelec · h8 černý věž · a7 černý pěšec · b7 černý pěšec · f7 černý pěšec · g7 černý pěšec · h7 černý pěšec · d6 černý pěšec · e6 černý pěšec · f6 černý jezdec · d4 bílý jezdec · e4 bílý pěšec · c3 bílý jezdec · a2 bílý pěšec · b2 bílý pěšec · c2 bílý pěšec · f2 bílý pěšec · g2 bílý pěšec · h2 bílý pěšec · a1 bílý věž · c1 bílý střelec · d1 bílý dáma · e1 bílý král · f1 bílý střelec · h1 bílý věž | 5 |
| 4 | a8 černý věž · b8 černý jezdec · c8 černý střelec · d8 černý dáma · e8 černý král · f8 černý střelec · h8 černý věž · a7 černý pěšec · b7 černý pěšec · f7 černý pěšec · g7 černý pěšec · h7 černý pěšec · d6 černý pěšec · e6 černý pěšec · f6 černý jezdec · d4 bílý jezdec · e4 bílý pěšec · c3 bílý jezdec · a2 bílý pěšec · b2 bílý pěšec · c2 bílý pěšec · f2 bílý pěšec · g2 bílý pěšec · h2 bílý pěšec · a1 bílý věž · c1 bílý střelec · d1 bílý dáma · e1 bílý král · f1 bílý střelec · h1 bílý věž | a8 černý věž · b8 černý jezdec · c8 černý střelec · d8 černý dáma · e8 černý král · f8 černý střelec · h8 černý věž · a7 černý pěšec · b7 černý pěšec · f7 černý pěšec · g7 černý pěšec · h7 černý pěšec · d6 černý pěšec · e6 černý pěšec · f6 černý jezdec · d4 bílý jezdec · e4 bílý pěšec · c3 bílý jezdec · a2 bílý pěšec · b2 bílý pěšec · c2 bílý pěšec · f2 bílý pěšec · g2 bílý pěšec · h2 bílý pěšec · a1 bílý věž · c1 bílý střelec · d1 bílý dáma · e1 bílý král · f1 bílý střelec · h1 bílý věž | a8 černý věž · b8 černý jezdec · c8 černý střelec · d8 černý dáma · e8 černý král · f8 černý střelec · h8 černý věž · a7 černý pěšec · b7 černý pěšec · f7 černý pěšec · g7 černý pěšec · h7 černý pěšec · d6 černý pěšec · e6 černý pěšec · f6 černý jezdec · d4 bílý jezdec · e4 bílý pěšec · c3 bílý jezdec · a2 bílý pěšec · b2 bílý pěšec · c2 bílý pěšec · f2 bílý pěšec · g2 bílý pěšec · h2 bílý pěšec · a1 bílý věž · c1 bílý střelec · d1 bílý dáma · e1 bílý král · f1 bílý střelec · h1 bílý věž | a8 černý věž · b8 černý jezdec · c8 černý střelec · d8 černý dáma · e8 černý král · f8 černý střelec · h8 černý věž · a7 černý pěšec · b7 černý pěšec · f7 černý pěšec · g7 černý pěšec · h7 černý pěšec · d6 černý pěšec · e6 černý pěšec · f6 černý jezdec · d4 bílý jezdec · e4 bílý pěšec · c3 bílý jezdec · a2 bílý pěšec · b2 bílý pěšec · c2 bílý pěšec · f2 bílý pěšec · g2 bílý pěšec · h2 bílý pěšec · a1 bílý věž · c1 bílý střelec · d1 bílý dáma · e1 bílý král · f1 bílý střelec · h1 bílý věž | a8 černý věž · b8 černý jezdec · c8 černý střelec · d8 černý dáma · e8 černý král · f8 černý střelec · h8 černý věž · a7 černý pěšec · b7 černý pěšec · f7 černý pěšec · g7 černý pěšec · h7 černý pěšec · d6 černý pěšec · e6 černý pěšec · f6 černý jezdec · d4 bílý jezdec · e4 bílý pěšec · c3 bílý jezdec · a2 bílý pěšec · b2 bílý pěšec · c2 bílý pěšec · f2 bílý pěšec · g2 bílý pěšec · h2 bílý pěšec · a1 bílý věž · c1 bílý střelec · d1 bílý dáma · e1 bílý král · f1 bílý střelec · h1 bílý věž | a8 černý věž · b8 černý jezdec · c8 černý střelec · d8 černý dáma · e8 černý král · f8 černý střelec · h8 černý věž · a7 černý pěšec · b7 černý pěšec · f7 černý pěšec · g7 černý pěšec · h7 černý pěšec · d6 černý pěšec · e6 černý pěšec · f6 černý jezdec · d4 bílý jezdec · e4 bílý pěšec · c3 bílý jezdec · a2 bílý pěšec · b2 bílý pěšec · c2 bílý pěšec · f2 bílý pěšec · g2 bílý pěšec · h2 bílý pěšec · a1 bílý věž · c1 bílý střelec · d1 bílý dáma · e1 bílý král · f1 bílý střelec · h1 bílý věž | a8 černý věž · b8 černý jezdec · c8 černý střelec · d8 černý dáma · e8 černý král · f8 černý střelec · h8 černý věž · a7 černý pěšec · b7 černý pěšec · f7 černý pěšec · g7 černý pěšec · h7 černý pěšec · d6 černý pěšec · e6 černý pěšec · f6 černý jezdec · d4 bílý jezdec · e4 bílý pěšec · c3 bílý jezdec · a2 bílý pěšec · b2 bílý pěšec · c2 bílý pěšec · f2 bílý pěšec · g2 bílý pěšec · h2 bílý pěšec · a1 bílý věž · c1 bílý střelec · d1 bílý dáma · e1 bílý král · f1 bílý střelec · h1 bílý věž | a8 černý věž · b8 černý jezdec · c8 černý střelec · d8 černý dáma · e8 černý král · f8 černý střelec · h8 černý věž · a7 černý pěšec · b7 černý pěšec · f7 černý pěšec · g7 černý pěšec · h7 černý pěšec · d6 černý pěšec · e6 černý pěšec · f6 černý jezdec · d4 bílý jezdec · e4 bílý pěšec · c3 bílý jezdec · a2 bílý pěšec · b2 bílý pěšec · c2 bílý pěšec · f2 bílý pěšec · g2 bílý pěšec · h2 bílý pěšec · a1 bílý věž · c1 bílý střelec · d1 bílý dáma · e1 bílý král · f1 bílý střelec · h1 bílý věž | 4 |
| 3 | a8 černý věž · b8 černý jezdec · c8 černý střelec · d8 černý dáma · e8 černý král · f8 černý střelec · h8 černý věž · a7 černý pěšec · b7 černý pěšec · f7 černý pěšec · g7 černý pěšec · h7 černý pěšec · d6 černý pěšec · e6 černý pěšec · f6 černý jezdec · d4 bílý jezdec · e4 bílý pěšec · c3 bílý jezdec · a2 bílý pěšec · b2 bílý pěšec · c2 bílý pěšec · f2 bílý pěšec · g2 bílý pěšec · h2 bílý pěšec · a1 bílý věž · c1 bílý střelec · d1 bílý dáma · e1 bílý král · f1 bílý střelec · h1 bílý věž | a8 černý věž · b8 černý jezdec · c8 černý střelec · d8 černý dáma · e8 černý král · f8 černý střelec · h8 černý věž · a7 černý pěšec · b7 černý pěšec · f7 černý pěšec · g7 černý pěšec · h7 černý pěšec · d6 černý pěšec · e6 černý pěšec · f6 černý jezdec · d4 bílý jezdec · e4 bílý pěšec · c3 bílý jezdec · a2 bílý pěšec · b2 bílý pěšec · c2 bílý pěšec · f2 bílý pěšec · g2 bílý pěšec · h2 bílý pěšec · a1 bílý věž · c1 bílý střelec · d1 bílý dáma · e1 bílý král · f1 bílý střelec · h1 bílý věž | a8 černý věž · b8 černý jezdec · c8 černý střelec · d8 černý dáma · e8 černý král · f8 černý střelec · h8 černý věž · a7 černý pěšec · b7 černý pěšec · f7 černý pěšec · g7 černý pěšec · h7 černý pěšec · d6 černý pěšec · e6 černý pěšec · f6 černý jezdec · d4 bílý jezdec · e4 bílý pěšec · c3 bílý jezdec · a2 bílý pěšec · b2 bílý pěšec · c2 bílý pěšec · f2 bílý pěšec · g2 bílý pěšec · h2 bílý pěšec · a1 bílý věž · c1 bílý střelec · d1 bílý dáma · e1 bílý král · f1 bílý střelec · h1 bílý věž | a8 černý věž · b8 černý jezdec · c8 černý střelec · d8 černý dáma · e8 černý král · f8 černý střelec · h8 černý věž · a7 černý pěšec · b7 černý pěšec · f7 černý pěšec · g7 černý pěšec · h7 černý pěšec · d6 černý pěšec · e6 černý pěšec · f6 černý jezdec · d4 bílý jezdec · e4 bílý pěšec · c3 bílý jezdec · a2 bílý pěšec · b2 bílý pěšec · c2 bílý pěšec · f2 bílý pěšec · g2 bílý pěšec · h2 bílý pěšec · a1 bílý věž · c1 bílý střelec · d1 bílý dáma · e1 bílý král · f1 bílý střelec · h1 bílý věž | a8 černý věž · b8 černý jezdec · c8 černý střelec · d8 černý dáma · e8 černý král · f8 černý střelec · h8 černý věž · a7 černý pěšec · b7 černý pěšec · f7 černý pěšec · g7 černý pěšec · h7 černý pěšec · d6 černý pěšec · e6 černý pěšec · f6 černý jezdec · d4 bílý jezdec · e4 bílý pěšec · c3 bílý jezdec · a2 bílý pěšec · b2 bílý pěšec · c2 bílý pěšec · f2 bílý pěšec · g2 bílý pěšec · h2 bílý pěšec · a1 bílý věž · c1 bílý střelec · d1 bílý dáma · e1 bílý král · f1 bílý střelec · h1 bílý věž | a8 černý věž · b8 černý jezdec · c8 černý střelec · d8 černý dáma · e8 černý král · f8 černý střelec · h8 černý věž · a7 černý pěšec · b7 černý pěšec · f7 černý pěšec · g7 černý pěšec · h7 černý pěšec · d6 černý pěšec · e6 černý pěšec · f6 černý jezdec · d4 bílý jezdec · e4 bílý pěšec · c3 bílý jezdec · a2 bílý pěšec · b2 bílý pěšec · c2 bílý pěšec · f2 bílý pěšec · g2 bílý pěšec · h2 bílý pěšec · a1 bílý věž · c1 bílý střelec · d1 bílý dáma · e1 bílý král · f1 bílý střelec · h1 bílý věž | a8 černý věž · b8 černý jezdec · c8 černý střelec · d8 černý dáma · e8 černý král · f8 černý střelec · h8 černý věž · a7 černý pěšec · b7 černý pěšec · f7 černý pěšec · g7 černý pěšec · h7 černý pěšec · d6 černý pěšec · e6 černý pěšec · f6 černý jezdec · d4 bílý jezdec · e4 bílý pěšec · c3 bílý jezdec · a2 bílý pěšec · b2 bílý pěšec · c2 bílý pěšec · f2 bílý pěšec · g2 bílý pěšec · h2 bílý pěšec · a1 bílý věž · c1 bílý střelec · d1 bílý dáma · e1 bílý král · f1 bílý střelec · h1 bílý věž | a8 černý věž · b8 černý jezdec · c8 černý střelec · d8 černý dáma · e8 černý král · f8 černý střelec · h8 černý věž · a7 černý pěšec · b7 černý pěšec · f7 černý pěšec · g7 černý pěšec · h7 černý pěšec · d6 černý pěšec · e6 černý pěšec · f6 černý jezdec · d4 bílý jezdec · e4 bílý pěšec · c3 bílý jezdec · a2 bílý pěšec · b2 bílý pěšec · c2 bílý pěšec · f2 bílý pěšec · g2 bílý pěšec · h2 bílý pěšec · a1 bílý věž · c1 bílý střelec · d1 bílý dáma · e1 bílý král · f1 bílý střelec · h1 bílý věž | 3 |
| 2 | a8 černý věž · b8 černý jezdec · c8 černý střelec · d8 černý dáma · e8 černý král · f8 černý střelec · h8 černý věž · a7 černý pěšec · b7 černý pěšec · f7 černý pěšec · g7 černý pěšec · h7 černý pěšec · d6 černý pěšec · e6 černý pěšec · f6 černý jezdec · d4 bílý jezdec · e4 bílý pěšec · c3 bílý jezdec · a2 bílý pěšec · b2 bílý pěšec · c2 bílý pěšec · f2 bílý pěšec · g2 bílý pěšec · h2 bílý pěšec · a1 bílý věž · c1 bílý střelec · d1 bílý dáma · e1 bílý král · f1 bílý střelec · h1 bílý věž | a8 černý věž · b8 černý jezdec · c8 černý střelec · d8 černý dáma · e8 černý král · f8 černý střelec · h8 černý věž · a7 černý pěšec · b7 černý pěšec · f7 černý pěšec · g7 černý pěšec · h7 černý pěšec · d6 černý pěšec · e6 černý pěšec · f6 černý jezdec · d4 bílý jezdec · e4 bílý pěšec · c3 bílý jezdec · a2 bílý pěšec · b2 bílý pěšec · c2 bílý pěšec · f2 bílý pěšec · g2 bílý pěšec · h2 bílý pěšec · a1 bílý věž · c1 bílý střelec · d1 bílý dáma · e1 bílý král · f1 bílý střelec · h1 bílý věž | a8 černý věž · b8 černý jezdec · c8 černý střelec · d8 černý dáma · e8 černý král · f8 černý střelec · h8 černý věž · a7 černý pěšec · b7 černý pěšec · f7 černý pěšec · g7 černý pěšec · h7 černý pěšec · d6 černý pěšec · e6 černý pěšec · f6 černý jezdec · d4 bílý jezdec · e4 bílý pěšec · c3 bílý jezdec · a2 bílý pěšec · b2 bílý pěšec · c2 bílý pěšec · f2 bílý pěšec · g2 bílý pěšec · h2 bílý pěšec · a1 bílý věž · c1 bílý střelec · d1 bílý dáma · e1 bílý král · f1 bílý střelec · h1 bílý věž | a8 černý věž · b8 černý jezdec · c8 černý střelec · d8 černý dáma · e8 černý král · f8 černý střelec · h8 černý věž · a7 černý pěšec · b7 černý pěšec · f7 černý pěšec · g7 černý pěšec · h7 černý pěšec · d6 černý pěšec · e6 černý pěšec · f6 černý jezdec · d4 bílý jezdec · e4 bílý pěšec · c3 bílý jezdec · a2 bílý pěšec · b2 bílý pěšec · c2 bílý pěšec · f2 bílý pěšec · g2 bílý pěšec · h2 bílý pěšec · a1 bílý věž · c1 bílý střelec · d1 bílý dáma · e1 bílý král · f1 bílý střelec · h1 bílý věž | a8 černý věž · b8 černý jezdec · c8 černý střelec · d8 černý dáma · e8 černý král · f8 černý střelec · h8 černý věž · a7 černý pěšec · b7 černý pěšec · f7 černý pěšec · g7 černý pěšec · h7 černý pěšec · d6 černý pěšec · e6 černý pěšec · f6 černý jezdec · d4 bílý jezdec · e4 bílý pěšec · c3 bílý jezdec · a2 bílý pěšec · b2 bílý pěšec · c2 bílý pěšec · f2 bílý pěšec · g2 bílý pěšec · h2 bílý pěšec · a1 bílý věž · c1 bílý střelec · d1 bílý dáma · e1 bílý král · f1 bílý střelec · h1 bílý věž | a8 černý věž · b8 černý jezdec · c8 černý střelec · d8 černý dáma · e8 černý král · f8 černý střelec · h8 černý věž · a7 černý pěšec · b7 černý pěšec · f7 černý pěšec · g7 černý pěšec · h7 černý pěšec · d6 černý pěšec · e6 černý pěšec · f6 černý jezdec · d4 bílý jezdec · e4 bílý pěšec · c3 bílý jezdec · a2 bílý pěšec · b2 bílý pěšec · c2 bílý pěšec · f2 bílý pěšec · g2 bílý pěšec · h2 bílý pěšec · a1 bílý věž · c1 bílý střelec · d1 bílý dáma · e1 bílý král · f1 bílý střelec · h1 bílý věž | a8 černý věž · b8 černý jezdec · c8 černý střelec · d8 černý dáma · e8 černý král · f8 černý střelec · h8 černý věž · a7 černý pěšec · b7 černý pěšec · f7 černý pěšec · g7 černý pěšec · h7 černý pěšec · d6 černý pěšec · e6 černý pěšec · f6 černý jezdec · d4 bílý jezdec · e4 bílý pěšec · c3 bílý jezdec · a2 bílý pěšec · b2 bílý pěšec · c2 bílý pěšec · f2 bílý pěšec · g2 bílý pěšec · h2 bílý pěšec · a1 bílý věž · c1 bílý střelec · d1 bílý dáma · e1 bílý král · f1 bílý střelec · h1 bílý věž | a8 černý věž · b8 černý jezdec · c8 černý střelec · d8 černý dáma · e8 černý král · f8 černý střelec · h8 černý věž · a7 černý pěšec · b7 černý pěšec · f7 černý pěšec · g7 černý pěšec · h7 černý pěšec · d6 černý pěšec · e6 černý pěšec · f6 černý jezdec · d4 bílý jezdec · e4 bílý pěšec · c3 bílý jezdec · a2 bílý pěšec · b2 bílý pěšec · c2 bílý pěšec · f2 bílý pěšec · g2 bílý pěšec · h2 bílý pěšec · a1 bílý věž · c1 bílý střelec · d1 bílý dáma · e1 bílý král · f1 bílý střelec · h1 bílý věž | 2 |
| 1 | a8 černý věž · b8 černý jezdec · c8 černý střelec · d8 černý dáma · e8 černý král · f8 černý střelec · h8 černý věž · a7 černý pěšec · b7 černý pěšec · f7 černý pěšec · g7 černý pěšec · h7 černý pěšec · d6 černý pěšec · e6 černý pěšec · f6 černý jezdec · d4 bílý jezdec · e4 bílý pěšec · c3 bílý jezdec · a2 bílý pěšec · b2 bílý pěšec · c2 bílý pěšec · f2 bílý pěšec · g2 bílý pěšec · h2 bílý pěšec · a1 bílý věž · c1 bílý střelec · d1 bílý dáma · e1 bílý král · f1 bílý střelec · h1 bílý věž | a8 černý věž · b8 černý jezdec · c8 černý střelec · d8 černý dáma · e8 černý král · f8 černý střelec · h8 černý věž · a7 černý pěšec · b7 černý pěšec · f7 černý pěšec · g7 černý pěšec · h7 černý pěšec · d6 černý pěšec · e6 černý pěšec · f6 černý jezdec · d4 bílý jezdec · e4 bílý pěšec · c3 bílý jezdec · a2 bílý pěšec · b2 bílý pěšec · c2 bílý pěšec · f2 bílý pěšec · g2 bílý pěšec · h2 bílý pěšec · a1 bílý věž · c1 bílý střelec · d1 bílý dáma · e1 bílý král · f1 bílý střelec · h1 bílý věž | a8 černý věž · b8 černý jezdec · c8 černý střelec · d8 černý dáma · e8 černý král · f8 černý střelec · h8 černý věž · a7 černý pěšec · b7 černý pěšec · f7 černý pěšec · g7 černý pěšec · h7 černý pěšec · d6 černý pěšec · e6 černý pěšec · f6 černý jezdec · d4 bílý jezdec · e4 bílý pěšec · c3 bílý jezdec · a2 bílý pěšec · b2 bílý pěšec · c2 bílý pěšec · f2 bílý pěšec · g2 bílý pěšec · h2 bílý pěšec · a1 bílý věž · c1 bílý střelec · d1 bílý dáma · e1 bílý král · f1 bílý střelec · h1 bílý věž | a8 černý věž · b8 černý jezdec · c8 černý střelec · d8 černý dáma · e8 černý král · f8 černý střelec · h8 černý věž · a7 černý pěšec · b7 černý pěšec · f7 černý pěšec · g7 černý pěšec · h7 černý pěšec · d6 černý pěšec · e6 černý pěšec · f6 černý jezdec · d4 bílý jezdec · e4 bílý pěšec · c3 bílý jezdec · a2 bílý pěšec · b2 bílý pěšec · c2 bílý pěšec · f2 bílý pěšec · g2 bílý pěšec · h2 bílý pěšec · a1 bílý věž · c1 bílý střelec · d1 bílý dáma · e1 bílý král · f1 bílý střelec · h1 bílý věž | a8 černý věž · b8 černý jezdec · c8 černý střelec · d8 černý dáma · e8 černý král · f8 černý střelec · h8 černý věž · a7 černý pěšec · b7 černý pěšec · f7 černý pěšec · g7 černý pěšec · h7 černý pěšec · d6 černý pěšec · e6 černý pěšec · f6 černý jezdec · d4 bílý jezdec · e4 bílý pěšec · c3 bílý jezdec · a2 bílý pěšec · b2 bílý pěšec · c2 bílý pěšec · f2 bílý pěšec · g2 bílý pěšec · h2 bílý pěšec · a1 bílý věž · c1 bílý střelec · d1 bílý dáma · e1 bílý král · f1 bílý střelec · h1 bílý věž | a8 černý věž · b8 černý jezdec · c8 černý střelec · d8 černý dáma · e8 černý král · f8 černý střelec · h8 černý věž · a7 černý pěšec · b7 černý pěšec · f7 černý pěšec · g7 černý pěšec · h7 černý pěšec · d6 černý pěšec · e6 černý pěšec · f6 černý jezdec · d4 bílý jezdec · e4 bílý pěšec · c3 bílý jezdec · a2 bílý pěšec · b2 bílý pěšec · c2 bílý pěšec · f2 bílý pěšec · g2 bílý pěšec · h2 bílý pěšec · a1 bílý věž · c1 bílý střelec · d1 bílý dáma · e1 bílý král · f1 bílý střelec · h1 bílý věž | a8 černý věž · b8 černý jezdec · c8 černý střelec · d8 černý dáma · e8 černý král · f8 černý střelec · h8 černý věž · a7 černý pěšec · b7 černý pěšec · f7 černý pěšec · g7 černý pěšec · h7 černý pěšec · d6 černý pěšec · e6 černý pěšec · f6 černý jezdec · d4 bílý jezdec · e4 bílý pěšec · c3 bílý jezdec · a2 bílý pěšec · b2 bílý pěšec · c2 bílý pěšec · f2 bílý pěšec · g2 bílý pěšec · h2 bílý pěšec · a1 bílý věž · c1 bílý střelec · d1 bílý dáma · e1 bílý král · f1 bílý střelec · h1 bílý věž | a8 černý věž · b8 černý jezdec · c8 černý střelec · d8 černý dáma · e8 černý král · f8 černý střelec · h8 černý věž · a7 černý pěšec · b7 černý pěšec · f7 černý pěšec · g7 černý pěšec · h7 černý pěšec · d6 černý pěšec · e6 černý pěšec · f6 černý jezdec · d4 bílý jezdec · e4 bílý pěšec · c3 bílý jezdec · a2 bílý pěšec · b2 bílý pěšec · c2 bílý pěšec · f2 bílý pěšec · g2 bílý pěšec · h2 bílý pěšec · a1 bílý věž · c1 bílý střelec · d1 bílý dáma · e1 bílý král · f1 bílý střelec · h1 bílý věž | 1 |
|   | a | b | c | d | e | f | g | h |   |

1. e4 c5 2. Jf3 d6 3. d4 cxd4 4. Jxd4 Jf6 5. Jc3 e6 (ECO B80-B89)
Patří k nejoblíbenějším.
Černý se plánuje vyvinout a poté získat protihru na dámském křídle, případně i ve středu.
Bílý má řadu pokračování, jedním z nich je i útočný Keresův útok 6.g4.

Hraje-li bílý proti Scheveningské variantě Sc4, tak takový postup se nazývá Sozinův útok. Byl oblíbený u R. Fischera.
Hodně hráčům, kteří mají v oblibě tuto variantu, není Keresův útok příjemný a tak ještě častěji vzniká Scheveningská varianta v odložené formě z Najdorfovy varianty.

1.e4 c5 2.Jf3 d6 3.d4 cxd4 4.Jxd4 Jf6 5.Jc3 a6 6. Cokoli 6… e6

V tomto pořadí tahů se o popularitu zasloužil Garri Kasparov.

### Paulsenova varianta
1.e4 c5 2.Jf3 e6 3.d4 cxd4 4.Jxd4 (ECO B41-B49)
Je velmi podobná Scheveningské variantě a často je omylem za ni zaměněnována. Je charakteristická tím, že zde černý nehraje hned d6 a ponechává si možnost zapojit případně černopolného střelce aktivně do hry. Hraje-li černý d6, hra přechází do Scheveningské varianty.

### Rauzerův útok
1. e4 c5 2. Jf3 d6 3. d4 cxd4 4. Jxd4 Jf6 5. Jc3 Jc6 6.Sg5 (ECO B60-B69)
Bílý volí velkou rochádu a černý většinou malou. Bílý většinou útočí centrem a černý se snaží o protihru na dámském křídle.

### Boleslavského varianta
1. e4 c5 2. Jf3 d6 3. d4 cxd4 4. Jxd4 Jf6 5. Jc3 Jc6 s dalším 6… e5 (ECO B57-B59)
Platí za dobrou pro černého, černý získává za slabinu d6 slibnou protihru ve středu a na dámském křídle.
Bílý se ji většinou vyhýbá 6.Sg5 Rauzerův útok, občas volí 6.Sc4, kde po 6… e6 může hra přejít do Sozinova útoku Scheveningské varianty.

### Dračí varianta
|   | a | b | c | d | e | f | g | h |   |
| 8 | a8 černý věž · b8 černý jezdec · c8 černý střelec · d8 černý dáma · e8 černý král · f8 černý střelec · h8 černý věž · a7 černý pěšec · b7 černý pěšec · e7 černý pěšec · f7 černý pěšec · h7 černý pěšec · d6 černý pěšec · f6 černý jezdec · g6 černý pěšec · d4 bílý jezdec · e4 bílý pěšec · c3 bílý jezdec · a2 bílý pěšec · b2 bílý pěšec · c2 bílý pěšec · f2 bílý pěšec · g2 bílý pěšec · h2 bílý pěšec · a1 bílý věž · c1 bílý střelec · d1 bílý dáma · e1 bílý král · f1 bílý střelec · h1 bílý věž | a8 černý věž · b8 černý jezdec · c8 černý střelec · d8 černý dáma · e8 černý král · f8 černý střelec · h8 černý věž · a7 černý pěšec · b7 černý pěšec · e7 černý pěšec · f7 černý pěšec · h7 černý pěšec · d6 černý pěšec · f6 černý jezdec · g6 černý pěšec · d4 bílý jezdec · e4 bílý pěšec · c3 bílý jezdec · a2 bílý pěšec · b2 bílý pěšec · c2 bílý pěšec · f2 bílý pěšec · g2 bílý pěšec · h2 bílý pěšec · a1 bílý věž · c1 bílý střelec · d1 bílý dáma · e1 bílý král · f1 bílý střelec · h1 bílý věž | a8 černý věž · b8 černý jezdec · c8 černý střelec · d8 černý dáma · e8 černý král · f8 černý střelec · h8 černý věž · a7 černý pěšec · b7 černý pěšec · e7 černý pěšec · f7 černý pěšec · h7 černý pěšec · d6 černý pěšec · f6 černý jezdec · g6 černý pěšec · d4 bílý jezdec · e4 bílý pěšec · c3 bílý jezdec · a2 bílý pěšec · b2 bílý pěšec · c2 bílý pěšec · f2 bílý pěšec · g2 bílý pěšec · h2 bílý pěšec · a1 bílý věž · c1 bílý střelec · d1 bílý dáma · e1 bílý král · f1 bílý střelec · h1 bílý věž | a8 černý věž · b8 černý jezdec · c8 černý střelec · d8 černý dáma · e8 černý král · f8 černý střelec · h8 černý věž · a7 černý pěšec · b7 černý pěšec · e7 černý pěšec · f7 černý pěšec · h7 černý pěšec · d6 černý pěšec · f6 černý jezdec · g6 černý pěšec · d4 bílý jezdec · e4 bílý pěšec · c3 bílý jezdec · a2 bílý pěšec · b2 bílý pěšec · c2 bílý pěšec · f2 bílý pěšec · g2 bílý pěšec · h2 bílý pěšec · a1 bílý věž · c1 bílý střelec · d1 bílý dáma · e1 bílý král · f1 bílý střelec · h1 bílý věž | a8 černý věž · b8 černý jezdec · c8 černý střelec · d8 černý dáma · e8 černý král · f8 černý střelec · h8 černý věž · a7 černý pěšec · b7 černý pěšec · e7 černý pěšec · f7 černý pěšec · h7 černý pěšec · d6 černý pěšec · f6 černý jezdec · g6 černý pěšec · d4 bílý jezdec · e4 bílý pěšec · c3 bílý jezdec · a2 bílý pěšec · b2 bílý pěšec · c2 bílý pěšec · f2 bílý pěšec · g2 bílý pěšec · h2 bílý pěšec · a1 bílý věž · c1 bílý střelec · d1 bílý dáma · e1 bílý král · f1 bílý střelec · h1 bílý věž | a8 černý věž · b8 černý jezdec · c8 černý střelec · d8 černý dáma · e8 černý král · f8 černý střelec · h8 černý věž · a7 černý pěšec · b7 černý pěšec · e7 černý pěšec · f7 černý pěšec · h7 černý pěšec · d6 černý pěšec · f6 černý jezdec · g6 černý pěšec · d4 bílý jezdec · e4 bílý pěšec · c3 bílý jezdec · a2 bílý pěšec · b2 bílý pěšec · c2 bílý pěšec · f2 bílý pěšec · g2 bílý pěšec · h2 bílý pěšec · a1 bílý věž · c1 bílý střelec · d1 bílý dáma · e1 bílý král · f1 bílý střelec · h1 bílý věž | a8 černý věž · b8 černý jezdec · c8 černý střelec · d8 černý dáma · e8 černý král · f8 černý střelec · h8 černý věž · a7 černý pěšec · b7 černý pěšec · e7 černý pěšec · f7 černý pěšec · h7 černý pěšec · d6 černý pěšec · f6 černý jezdec · g6 černý pěšec · d4 bílý jezdec · e4 bílý pěšec · c3 bílý jezdec · a2 bílý pěšec · b2 bílý pěšec · c2 bílý pěšec · f2 bílý pěšec · g2 bílý pěšec · h2 bílý pěšec · a1 bílý věž · c1 bílý střelec · d1 bílý dáma · e1 bílý král · f1 bílý střelec · h1 bílý věž | a8 černý věž · b8 černý jezdec · c8 černý střelec · d8 černý dáma · e8 černý král · f8 černý střelec · h8 černý věž · a7 černý pěšec · b7 černý pěšec · e7 černý pěšec · f7 černý pěšec · h7 černý pěšec · d6 černý pěšec · f6 černý jezdec · g6 černý pěšec · d4 bílý jezdec · e4 bílý pěšec · c3 bílý jezdec · a2 bílý pěšec · b2 bílý pěšec · c2 bílý pěšec · f2 bílý pěšec · g2 bílý pěšec · h2 bílý pěšec · a1 bílý věž · c1 bílý střelec · d1 bílý dáma · e1 bílý král · f1 bílý střelec · h1 bílý věž | 8 |
| 7 | a8 černý věž · b8 černý jezdec · c8 černý střelec · d8 černý dáma · e8 černý král · f8 černý střelec · h8 černý věž · a7 černý pěšec · b7 černý pěšec · e7 černý pěšec · f7 černý pěšec · h7 černý pěšec · d6 černý pěšec · f6 černý jezdec · g6 černý pěšec · d4 bílý jezdec · e4 bílý pěšec · c3 bílý jezdec · a2 bílý pěšec · b2 bílý pěšec · c2 bílý pěšec · f2 bílý pěšec · g2 bílý pěšec · h2 bílý pěšec · a1 bílý věž · c1 bílý střelec · d1 bílý dáma · e1 bílý král · f1 bílý střelec · h1 bílý věž | a8 černý věž · b8 černý jezdec · c8 černý střelec · d8 černý dáma · e8 černý král · f8 černý střelec · h8 černý věž · a7 černý pěšec · b7 černý pěšec · e7 černý pěšec · f7 černý pěšec · h7 černý pěšec · d6 černý pěšec · f6 černý jezdec · g6 černý pěšec · d4 bílý jezdec · e4 bílý pěšec · c3 bílý jezdec · a2 bílý pěšec · b2 bílý pěšec · c2 bílý pěšec · f2 bílý pěšec · g2 bílý pěšec · h2 bílý pěšec · a1 bílý věž · c1 bílý střelec · d1 bílý dáma · e1 bílý král · f1 bílý střelec · h1 bílý věž | a8 černý věž · b8 černý jezdec · c8 černý střelec · d8 černý dáma · e8 černý král · f8 černý střelec · h8 černý věž · a7 černý pěšec · b7 černý pěšec · e7 černý pěšec · f7 černý pěšec · h7 černý pěšec · d6 černý pěšec · f6 černý jezdec · g6 černý pěšec · d4 bílý jezdec · e4 bílý pěšec · c3 bílý jezdec · a2 bílý pěšec · b2 bílý pěšec · c2 bílý pěšec · f2 bílý pěšec · g2 bílý pěšec · h2 bílý pěšec · a1 bílý věž · c1 bílý střelec · d1 bílý dáma · e1 bílý král · f1 bílý střelec · h1 bílý věž | a8 černý věž · b8 černý jezdec · c8 černý střelec · d8 černý dáma · e8 černý král · f8 černý střelec · h8 černý věž · a7 černý pěšec · b7 černý pěšec · e7 černý pěšec · f7 černý pěšec · h7 černý pěšec · d6 černý pěšec · f6 černý jezdec · g6 černý pěšec · d4 bílý jezdec · e4 bílý pěšec · c3 bílý jezdec · a2 bílý pěšec · b2 bílý pěšec · c2 bílý pěšec · f2 bílý pěšec · g2 bílý pěšec · h2 bílý pěšec · a1 bílý věž · c1 bílý střelec · d1 bílý dáma · e1 bílý král · f1 bílý střelec · h1 bílý věž | a8 černý věž · b8 černý jezdec · c8 černý střelec · d8 černý dáma · e8 černý král · f8 černý střelec · h8 černý věž · a7 černý pěšec · b7 černý pěšec · e7 černý pěšec · f7 černý pěšec · h7 černý pěšec · d6 černý pěšec · f6 černý jezdec · g6 černý pěšec · d4 bílý jezdec · e4 bílý pěšec · c3 bílý jezdec · a2 bílý pěšec · b2 bílý pěšec · c2 bílý pěšec · f2 bílý pěšec · g2 bílý pěšec · h2 bílý pěšec · a1 bílý věž · c1 bílý střelec · d1 bílý dáma · e1 bílý král · f1 bílý střelec · h1 bílý věž | a8 černý věž · b8 černý jezdec · c8 černý střelec · d8 černý dáma · e8 černý král · f8 černý střelec · h8 černý věž · a7 černý pěšec · b7 černý pěšec · e7 černý pěšec · f7 černý pěšec · h7 černý pěšec · d6 černý pěšec · f6 černý jezdec · g6 černý pěšec · d4 bílý jezdec · e4 bílý pěšec · c3 bílý jezdec · a2 bílý pěšec · b2 bílý pěšec · c2 bílý pěšec · f2 bílý pěšec · g2 bílý pěšec · h2 bílý pěšec · a1 bílý věž · c1 bílý střelec · d1 bílý dáma · e1 bílý král · f1 bílý střelec · h1 bílý věž | a8 černý věž · b8 černý jezdec · c8 černý střelec · d8 černý dáma · e8 černý král · f8 černý střelec · h8 černý věž · a7 černý pěšec · b7 černý pěšec · e7 černý pěšec · f7 černý pěšec · h7 černý pěšec · d6 černý pěšec · f6 černý jezdec · g6 černý pěšec · d4 bílý jezdec · e4 bílý pěšec · c3 bílý jezdec · a2 bílý pěšec · b2 bílý pěšec · c2 bílý pěšec · f2 bílý pěšec · g2 bílý pěšec · h2 bílý pěšec · a1 bílý věž · c1 bílý střelec · d1 bílý dáma · e1 bílý král · f1 bílý střelec · h1 bílý věž | a8 černý věž · b8 černý jezdec · c8 černý střelec · d8 černý dáma · e8 černý král · f8 černý střelec · h8 černý věž · a7 černý pěšec · b7 černý pěšec · e7 černý pěšec · f7 černý pěšec · h7 černý pěšec · d6 černý pěšec · f6 černý jezdec · g6 černý pěšec · d4 bílý jezdec · e4 bílý pěšec · c3 bílý jezdec · a2 bílý pěšec · b2 bílý pěšec · c2 bílý pěšec · f2 bílý pěšec · g2 bílý pěšec · h2 bílý pěšec · a1 bílý věž · c1 bílý střelec · d1 bílý dáma · e1 bílý král · f1 bílý střelec · h1 bílý věž | 7 |
| 6 | a8 černý věž · b8 černý jezdec · c8 černý střelec · d8 černý dáma · e8 černý král · f8 černý střelec · h8 černý věž · a7 černý pěšec · b7 černý pěšec · e7 černý pěšec · f7 černý pěšec · h7 černý pěšec · d6 černý pěšec · f6 černý jezdec · g6 černý pěšec · d4 bílý jezdec · e4 bílý pěšec · c3 bílý jezdec · a2 bílý pěšec · b2 bílý pěšec · c2 bílý pěšec · f2 bílý pěšec · g2 bílý pěšec · h2 bílý pěšec · a1 bílý věž · c1 bílý střelec · d1 bílý dáma · e1 bílý král · f1 bílý střelec · h1 bílý věž | a8 černý věž · b8 černý jezdec · c8 černý střelec · d8 černý dáma · e8 černý král · f8 černý střelec · h8 černý věž · a7 černý pěšec · b7 černý pěšec · e7 černý pěšec · f7 černý pěšec · h7 černý pěšec · d6 černý pěšec · f6 černý jezdec · g6 černý pěšec · d4 bílý jezdec · e4 bílý pěšec · c3 bílý jezdec · a2 bílý pěšec · b2 bílý pěšec · c2 bílý pěšec · f2 bílý pěšec · g2 bílý pěšec · h2 bílý pěšec · a1 bílý věž · c1 bílý střelec · d1 bílý dáma · e1 bílý král · f1 bílý střelec · h1 bílý věž | a8 černý věž · b8 černý jezdec · c8 černý střelec · d8 černý dáma · e8 černý král · f8 černý střelec · h8 černý věž · a7 černý pěšec · b7 černý pěšec · e7 černý pěšec · f7 černý pěšec · h7 černý pěšec · d6 černý pěšec · f6 černý jezdec · g6 černý pěšec · d4 bílý jezdec · e4 bílý pěšec · c3 bílý jezdec · a2 bílý pěšec · b2 bílý pěšec · c2 bílý pěšec · f2 bílý pěšec · g2 bílý pěšec · h2 bílý pěšec · a1 bílý věž · c1 bílý střelec · d1 bílý dáma · e1 bílý král · f1 bílý střelec · h1 bílý věž | a8 černý věž · b8 černý jezdec · c8 černý střelec · d8 černý dáma · e8 černý král · f8 černý střelec · h8 černý věž · a7 černý pěšec · b7 černý pěšec · e7 černý pěšec · f7 černý pěšec · h7 černý pěšec · d6 černý pěšec · f6 černý jezdec · g6 černý pěšec · d4 bílý jezdec · e4 bílý pěšec · c3 bílý jezdec · a2 bílý pěšec · b2 bílý pěšec · c2 bílý pěšec · f2 bílý pěšec · g2 bílý pěšec · h2 bílý pěšec · a1 bílý věž · c1 bílý střelec · d1 bílý dáma · e1 bílý král · f1 bílý střelec · h1 bílý věž | a8 černý věž · b8 černý jezdec · c8 černý střelec · d8 černý dáma · e8 černý král · f8 černý střelec · h8 černý věž · a7 černý pěšec · b7 černý pěšec · e7 černý pěšec · f7 černý pěšec · h7 černý pěšec · d6 černý pěšec · f6 černý jezdec · g6 černý pěšec · d4 bílý jezdec · e4 bílý pěšec · c3 bílý jezdec · a2 bílý pěšec · b2 bílý pěšec · c2 bílý pěšec · f2 bílý pěšec · g2 bílý pěšec · h2 bílý pěšec · a1 bílý věž · c1 bílý střelec · d1 bílý dáma · e1 bílý král · f1 bílý střelec · h1 bílý věž | a8 černý věž · b8 černý jezdec · c8 černý střelec · d8 černý dáma · e8 černý král · f8 černý střelec · h8 černý věž · a7 černý pěšec · b7 černý pěšec · e7 černý pěšec · f7 černý pěšec · h7 černý pěšec · d6 černý pěšec · f6 černý jezdec · g6 černý pěšec · d4 bílý jezdec · e4 bílý pěšec · c3 bílý jezdec · a2 bílý pěšec · b2 bílý pěšec · c2 bílý pěšec · f2 bílý pěšec · g2 bílý pěšec · h2 bílý pěšec · a1 bílý věž · c1 bílý střelec · d1 bílý dáma · e1 bílý král · f1 bílý střelec · h1 bílý věž | a8 černý věž · b8 černý jezdec · c8 černý střelec · d8 černý dáma · e8 černý král · f8 černý střelec · h8 černý věž · a7 černý pěšec · b7 černý pěšec · e7 černý pěšec · f7 černý pěšec · h7 černý pěšec · d6 černý pěšec · f6 černý jezdec · g6 černý pěšec · d4 bílý jezdec · e4 bílý pěšec · c3 bílý jezdec · a2 bílý pěšec · b2 bílý pěšec · c2 bílý pěšec · f2 bílý pěšec · g2 bílý pěšec · h2 bílý pěšec · a1 bílý věž · c1 bílý střelec · d1 bílý dáma · e1 bílý král · f1 bílý střelec · h1 bílý věž | a8 černý věž · b8 černý jezdec · c8 černý střelec · d8 černý dáma · e8 černý král · f8 černý střelec · h8 černý věž · a7 černý pěšec · b7 černý pěšec · e7 černý pěšec · f7 černý pěšec · h7 černý pěšec · d6 černý pěšec · f6 černý jezdec · g6 černý pěšec · d4 bílý jezdec · e4 bílý pěšec · c3 bílý jezdec · a2 bílý pěšec · b2 bílý pěšec · c2 bílý pěšec · f2 bílý pěšec · g2 bílý pěšec · h2 bílý pěšec · a1 bílý věž · c1 bílý střelec · d1 bílý dáma · e1 bílý král · f1 bílý střelec · h1 bílý věž | 6 |
| 5 | a8 černý věž · b8 černý jezdec · c8 černý střelec · d8 černý dáma · e8 černý král · f8 černý střelec · h8 černý věž · a7 černý pěšec · b7 černý pěšec · e7 černý pěšec · f7 černý pěšec · h7 černý pěšec · d6 černý pěšec · f6 černý jezdec · g6 černý pěšec · d4 bílý jezdec · e4 bílý pěšec · c3 bílý jezdec · a2 bílý pěšec · b2 bílý pěšec · c2 bílý pěšec · f2 bílý pěšec · g2 bílý pěšec · h2 bílý pěšec · a1 bílý věž · c1 bílý střelec · d1 bílý dáma · e1 bílý král · f1 bílý střelec · h1 bílý věž | a8 černý věž · b8 černý jezdec · c8 černý střelec · d8 černý dáma · e8 černý král · f8 černý střelec · h8 černý věž · a7 černý pěšec · b7 černý pěšec · e7 černý pěšec · f7 černý pěšec · h7 černý pěšec · d6 černý pěšec · f6 černý jezdec · g6 černý pěšec · d4 bílý jezdec · e4 bílý pěšec · c3 bílý jezdec · a2 bílý pěšec · b2 bílý pěšec · c2 bílý pěšec · f2 bílý pěšec · g2 bílý pěšec · h2 bílý pěšec · a1 bílý věž · c1 bílý střelec · d1 bílý dáma · e1 bílý král · f1 bílý střelec · h1 bílý věž | a8 černý věž · b8 černý jezdec · c8 černý střelec · d8 černý dáma · e8 černý král · f8 černý střelec · h8 černý věž · a7 černý pěšec · b7 černý pěšec · e7 černý pěšec · f7 černý pěšec · h7 černý pěšec · d6 černý pěšec · f6 černý jezdec · g6 černý pěšec · d4 bílý jezdec · e4 bílý pěšec · c3 bílý jezdec · a2 bílý pěšec · b2 bílý pěšec · c2 bílý pěšec · f2 bílý pěšec · g2 bílý pěšec · h2 bílý pěšec · a1 bílý věž · c1 bílý střelec · d1 bílý dáma · e1 bílý král · f1 bílý střelec · h1 bílý věž | a8 černý věž · b8 černý jezdec · c8 černý střelec · d8 černý dáma · e8 černý král · f8 černý střelec · h8 černý věž · a7 černý pěšec · b7 černý pěšec · e7 černý pěšec · f7 černý pěšec · h7 černý pěšec · d6 černý pěšec · f6 černý jezdec · g6 černý pěšec · d4 bílý jezdec · e4 bílý pěšec · c3 bílý jezdec · a2 bílý pěšec · b2 bílý pěšec · c2 bílý pěšec · f2 bílý pěšec · g2 bílý pěšec · h2 bílý pěšec · a1 bílý věž · c1 bílý střelec · d1 bílý dáma · e1 bílý král · f1 bílý střelec · h1 bílý věž | a8 černý věž · b8 černý jezdec · c8 černý střelec · d8 černý dáma · e8 černý král · f8 černý střelec · h8 černý věž · a7 černý pěšec · b7 černý pěšec · e7 černý pěšec · f7 černý pěšec · h7 černý pěšec · d6 černý pěšec · f6 černý jezdec · g6 černý pěšec · d4 bílý jezdec · e4 bílý pěšec · c3 bílý jezdec · a2 bílý pěšec · b2 bílý pěšec · c2 bílý pěšec · f2 bílý pěšec · g2 bílý pěšec · h2 bílý pěšec · a1 bílý věž · c1 bílý střelec · d1 bílý dáma · e1 bílý král · f1 bílý střelec · h1 bílý věž | a8 černý věž · b8 černý jezdec · c8 černý střelec · d8 černý dáma · e8 černý král · f8 černý střelec · h8 černý věž · a7 černý pěšec · b7 černý pěšec · e7 černý pěšec · f7 černý pěšec · h7 černý pěšec · d6 černý pěšec · f6 černý jezdec · g6 černý pěšec · d4 bílý jezdec · e4 bílý pěšec · c3 bílý jezdec · a2 bílý pěšec · b2 bílý pěšec · c2 bílý pěšec · f2 bílý pěšec · g2 bílý pěšec · h2 bílý pěšec · a1 bílý věž · c1 bílý střelec · d1 bílý dáma · e1 bílý král · f1 bílý střelec · h1 bílý věž | a8 černý věž · b8 černý jezdec · c8 černý střelec · d8 černý dáma · e8 černý král · f8 černý střelec · h8 černý věž · a7 černý pěšec · b7 černý pěšec · e7 černý pěšec · f7 černý pěšec · h7 černý pěšec · d6 černý pěšec · f6 černý jezdec · g6 černý pěšec · d4 bílý jezdec · e4 bílý pěšec · c3 bílý jezdec · a2 bílý pěšec · b2 bílý pěšec · c2 bílý pěšec · f2 bílý pěšec · g2 bílý pěšec · h2 bílý pěšec · a1 bílý věž · c1 bílý střelec · d1 bílý dáma · e1 bílý král · f1 bílý střelec · h1 bílý věž | a8 černý věž · b8 černý jezdec · c8 černý střelec · d8 černý dáma · e8 černý král · f8 černý střelec · h8 černý věž · a7 černý pěšec · b7 černý pěšec · e7 černý pěšec · f7 černý pěšec · h7 černý pěšec · d6 černý pěšec · f6 černý jezdec · g6 černý pěšec · d4 bílý jezdec · e4 bílý pěšec · c3 bílý jezdec · a2 bílý pěšec · b2 bílý pěšec · c2 bílý pěšec · f2 bílý pěšec · g2 bílý pěšec · h2 bílý pěšec · a1 bílý věž · c1 bílý střelec · d1 bílý dáma · e1 bílý král · f1 bílý střelec · h1 bílý věž | 5 |
| 4 | a8 černý věž · b8 černý jezdec · c8 černý střelec · d8 černý dáma · e8 černý král · f8 černý střelec · h8 černý věž · a7 černý pěšec · b7 černý pěšec · e7 černý pěšec · f7 černý pěšec · h7 černý pěšec · d6 černý pěšec · f6 černý jezdec · g6 černý pěšec · d4 bílý jezdec · e4 bílý pěšec · c3 bílý jezdec · a2 bílý pěšec · b2 bílý pěšec · c2 bílý pěšec · f2 bílý pěšec · g2 bílý pěšec · h2 bílý pěšec · a1 bílý věž · c1 bílý střelec · d1 bílý dáma · e1 bílý král · f1 bílý střelec · h1 bílý věž | a8 černý věž · b8 černý jezdec · c8 černý střelec · d8 černý dáma · e8 černý král · f8 černý střelec · h8 černý věž · a7 černý pěšec · b7 černý pěšec · e7 černý pěšec · f7 černý pěšec · h7 černý pěšec · d6 černý pěšec · f6 černý jezdec · g6 černý pěšec · d4 bílý jezdec · e4 bílý pěšec · c3 bílý jezdec · a2 bílý pěšec · b2 bílý pěšec · c2 bílý pěšec · f2 bílý pěšec · g2 bílý pěšec · h2 bílý pěšec · a1 bílý věž · c1 bílý střelec · d1 bílý dáma · e1 bílý král · f1 bílý střelec · h1 bílý věž | a8 černý věž · b8 černý jezdec · c8 černý střelec · d8 černý dáma · e8 černý král · f8 černý střelec · h8 černý věž · a7 černý pěšec · b7 černý pěšec · e7 černý pěšec · f7 černý pěšec · h7 černý pěšec · d6 černý pěšec · f6 černý jezdec · g6 černý pěšec · d4 bílý jezdec · e4 bílý pěšec · c3 bílý jezdec · a2 bílý pěšec · b2 bílý pěšec · c2 bílý pěšec · f2 bílý pěšec · g2 bílý pěšec · h2 bílý pěšec · a1 bílý věž · c1 bílý střelec · d1 bílý dáma · e1 bílý král · f1 bílý střelec · h1 bílý věž | a8 černý věž · b8 černý jezdec · c8 černý střelec · d8 černý dáma · e8 černý král · f8 černý střelec · h8 černý věž · a7 černý pěšec · b7 černý pěšec · e7 černý pěšec · f7 černý pěšec · h7 černý pěšec · d6 černý pěšec · f6 černý jezdec · g6 černý pěšec · d4 bílý jezdec · e4 bílý pěšec · c3 bílý jezdec · a2 bílý pěšec · b2 bílý pěšec · c2 bílý pěšec · f2 bílý pěšec · g2 bílý pěšec · h2 bílý pěšec · a1 bílý věž · c1 bílý střelec · d1 bílý dáma · e1 bílý král · f1 bílý střelec · h1 bílý věž | a8 černý věž · b8 černý jezdec · c8 černý střelec · d8 černý dáma · e8 černý král · f8 černý střelec · h8 černý věž · a7 černý pěšec · b7 černý pěšec · e7 černý pěšec · f7 černý pěšec · h7 černý pěšec · d6 černý pěšec · f6 černý jezdec · g6 černý pěšec · d4 bílý jezdec · e4 bílý pěšec · c3 bílý jezdec · a2 bílý pěšec · b2 bílý pěšec · c2 bílý pěšec · f2 bílý pěšec · g2 bílý pěšec · h2 bílý pěšec · a1 bílý věž · c1 bílý střelec · d1 bílý dáma · e1 bílý král · f1 bílý střelec · h1 bílý věž | a8 černý věž · b8 černý jezdec · c8 černý střelec · d8 černý dáma · e8 černý král · f8 černý střelec · h8 černý věž · a7 černý pěšec · b7 černý pěšec · e7 černý pěšec · f7 černý pěšec · h7 černý pěšec · d6 černý pěšec · f6 černý jezdec · g6 černý pěšec · d4 bílý jezdec · e4 bílý pěšec · c3 bílý jezdec · a2 bílý pěšec · b2 bílý pěšec · c2 bílý pěšec · f2 bílý pěšec · g2 bílý pěšec · h2 bílý pěšec · a1 bílý věž · c1 bílý střelec · d1 bílý dáma · e1 bílý král · f1 bílý střelec · h1 bílý věž | a8 černý věž · b8 černý jezdec · c8 černý střelec · d8 černý dáma · e8 černý král · f8 černý střelec · h8 černý věž · a7 černý pěšec · b7 černý pěšec · e7 černý pěšec · f7 černý pěšec · h7 černý pěšec · d6 černý pěšec · f6 černý jezdec · g6 černý pěšec · d4 bílý jezdec · e4 bílý pěšec · c3 bílý jezdec · a2 bílý pěšec · b2 bílý pěšec · c2 bílý pěšec · f2 bílý pěšec · g2 bílý pěšec · h2 bílý pěšec · a1 bílý věž · c1 bílý střelec · d1 bílý dáma · e1 bílý král · f1 bílý střelec · h1 bílý věž | a8 černý věž · b8 černý jezdec · c8 černý střelec · d8 černý dáma · e8 černý král · f8 černý střelec · h8 černý věž · a7 černý pěšec · b7 černý pěšec · e7 černý pěšec · f7 černý pěšec · h7 černý pěšec · d6 černý pěšec · f6 černý jezdec · g6 černý pěšec · d4 bílý jezdec · e4 bílý pěšec · c3 bílý jezdec · a2 bílý pěšec · b2 bílý pěšec · c2 bílý pěšec · f2 bílý pěšec · g2 bílý pěšec · h2 bílý pěšec · a1 bílý věž · c1 bílý střelec · d1 bílý dáma · e1 bílý král · f1 bílý střelec · h1 bílý věž | 4 |
| 3 | a8 černý věž · b8 černý jezdec · c8 černý střelec · d8 černý dáma · e8 černý král · f8 černý střelec · h8 černý věž · a7 černý pěšec · b7 černý pěšec · e7 černý pěšec · f7 černý pěšec · h7 černý pěšec · d6 černý pěšec · f6 černý jezdec · g6 černý pěšec · d4 bílý jezdec · e4 bílý pěšec · c3 bílý jezdec · a2 bílý pěšec · b2 bílý pěšec · c2 bílý pěšec · f2 bílý pěšec · g2 bílý pěšec · h2 bílý pěšec · a1 bílý věž · c1 bílý střelec · d1 bílý dáma · e1 bílý král · f1 bílý střelec · h1 bílý věž | a8 černý věž · b8 černý jezdec · c8 černý střelec · d8 černý dáma · e8 černý král · f8 černý střelec · h8 černý věž · a7 černý pěšec · b7 černý pěšec · e7 černý pěšec · f7 černý pěšec · h7 černý pěšec · d6 černý pěšec · f6 černý jezdec · g6 černý pěšec · d4 bílý jezdec · e4 bílý pěšec · c3 bílý jezdec · a2 bílý pěšec · b2 bílý pěšec · c2 bílý pěšec · f2 bílý pěšec · g2 bílý pěšec · h2 bílý pěšec · a1 bílý věž · c1 bílý střelec · d1 bílý dáma · e1 bílý král · f1 bílý střelec · h1 bílý věž | a8 černý věž · b8 černý jezdec · c8 černý střelec · d8 černý dáma · e8 černý král · f8 černý střelec · h8 černý věž · a7 černý pěšec · b7 černý pěšec · e7 černý pěšec · f7 černý pěšec · h7 černý pěšec · d6 černý pěšec · f6 černý jezdec · g6 černý pěšec · d4 bílý jezdec · e4 bílý pěšec · c3 bílý jezdec · a2 bílý pěšec · b2 bílý pěšec · c2 bílý pěšec · f2 bílý pěšec · g2 bílý pěšec · h2 bílý pěšec · a1 bílý věž · c1 bílý střelec · d1 bílý dáma · e1 bílý král · f1 bílý střelec · h1 bílý věž | a8 černý věž · b8 černý jezdec · c8 černý střelec · d8 černý dáma · e8 černý král · f8 černý střelec · h8 černý věž · a7 černý pěšec · b7 černý pěšec · e7 černý pěšec · f7 černý pěšec · h7 černý pěšec · d6 černý pěšec · f6 černý jezdec · g6 černý pěšec · d4 bílý jezdec · e4 bílý pěšec · c3 bílý jezdec · a2 bílý pěšec · b2 bílý pěšec · c2 bílý pěšec · f2 bílý pěšec · g2 bílý pěšec · h2 bílý pěšec · a1 bílý věž · c1 bílý střelec · d1 bílý dáma · e1 bílý král · f1 bílý střelec · h1 bílý věž | a8 černý věž · b8 černý jezdec · c8 černý střelec · d8 černý dáma · e8 černý král · f8 černý střelec · h8 černý věž · a7 černý pěšec · b7 černý pěšec · e7 černý pěšec · f7 černý pěšec · h7 černý pěšec · d6 černý pěšec · f6 černý jezdec · g6 černý pěšec · d4 bílý jezdec · e4 bílý pěšec · c3 bílý jezdec · a2 bílý pěšec · b2 bílý pěšec · c2 bílý pěšec · f2 bílý pěšec · g2 bílý pěšec · h2 bílý pěšec · a1 bílý věž · c1 bílý střelec · d1 bílý dáma · e1 bílý král · f1 bílý střelec · h1 bílý věž | a8 černý věž · b8 černý jezdec · c8 černý střelec · d8 černý dáma · e8 černý král · f8 černý střelec · h8 černý věž · a7 černý pěšec · b7 černý pěšec · e7 černý pěšec · f7 černý pěšec · h7 černý pěšec · d6 černý pěšec · f6 černý jezdec · g6 černý pěšec · d4 bílý jezdec · e4 bílý pěšec · c3 bílý jezdec · a2 bílý pěšec · b2 bílý pěšec · c2 bílý pěšec · f2 bílý pěšec · g2 bílý pěšec · h2 bílý pěšec · a1 bílý věž · c1 bílý střelec · d1 bílý dáma · e1 bílý král · f1 bílý střelec · h1 bílý věž | a8 černý věž · b8 černý jezdec · c8 černý střelec · d8 černý dáma · e8 černý král · f8 černý střelec · h8 černý věž · a7 černý pěšec · b7 černý pěšec · e7 černý pěšec · f7 černý pěšec · h7 černý pěšec · d6 černý pěšec · f6 černý jezdec · g6 černý pěšec · d4 bílý jezdec · e4 bílý pěšec · c3 bílý jezdec · a2 bílý pěšec · b2 bílý pěšec · c2 bílý pěšec · f2 bílý pěšec · g2 bílý pěšec · h2 bílý pěšec · a1 bílý věž · c1 bílý střelec · d1 bílý dáma · e1 bílý král · f1 bílý střelec · h1 bílý věž | a8 černý věž · b8 černý jezdec · c8 černý střelec · d8 černý dáma · e8 černý král · f8 černý střelec · h8 černý věž · a7 černý pěšec · b7 černý pěšec · e7 černý pěšec · f7 černý pěšec · h7 černý pěšec · d6 černý pěšec · f6 černý jezdec · g6 černý pěšec · d4 bílý jezdec · e4 bílý pěšec · c3 bílý jezdec · a2 bílý pěšec · b2 bílý pěšec · c2 bílý pěšec · f2 bílý pěšec · g2 bílý pěšec · h2 bílý pěšec · a1 bílý věž · c1 bílý střelec · d1 bílý dáma · e1 bílý král · f1 bílý střelec · h1 bílý věž | 3 |
| 2 | a8 černý věž · b8 černý jezdec · c8 černý střelec · d8 černý dáma · e8 černý král · f8 černý střelec · h8 černý věž · a7 černý pěšec · b7 černý pěšec · e7 černý pěšec · f7 černý pěšec · h7 černý pěšec · d6 černý pěšec · f6 černý jezdec · g6 černý pěšec · d4 bílý jezdec · e4 bílý pěšec · c3 bílý jezdec · a2 bílý pěšec · b2 bílý pěšec · c2 bílý pěšec · f2 bílý pěšec · g2 bílý pěšec · h2 bílý pěšec · a1 bílý věž · c1 bílý střelec · d1 bílý dáma · e1 bílý král · f1 bílý střelec · h1 bílý věž | a8 černý věž · b8 černý jezdec · c8 černý střelec · d8 černý dáma · e8 černý král · f8 černý střelec · h8 černý věž · a7 černý pěšec · b7 černý pěšec · e7 černý pěšec · f7 černý pěšec · h7 černý pěšec · d6 černý pěšec · f6 černý jezdec · g6 černý pěšec · d4 bílý jezdec · e4 bílý pěšec · c3 bílý jezdec · a2 bílý pěšec · b2 bílý pěšec · c2 bílý pěšec · f2 bílý pěšec · g2 bílý pěšec · h2 bílý pěšec · a1 bílý věž · c1 bílý střelec · d1 bílý dáma · e1 bílý král · f1 bílý střelec · h1 bílý věž | a8 černý věž · b8 černý jezdec · c8 černý střelec · d8 černý dáma · e8 černý král · f8 černý střelec · h8 černý věž · a7 černý pěšec · b7 černý pěšec · e7 černý pěšec · f7 černý pěšec · h7 černý pěšec · d6 černý pěšec · f6 černý jezdec · g6 černý pěšec · d4 bílý jezdec · e4 bílý pěšec · c3 bílý jezdec · a2 bílý pěšec · b2 bílý pěšec · c2 bílý pěšec · f2 bílý pěšec · g2 bílý pěšec · h2 bílý pěšec · a1 bílý věž · c1 bílý střelec · d1 bílý dáma · e1 bílý král · f1 bílý střelec · h1 bílý věž | a8 černý věž · b8 černý jezdec · c8 černý střelec · d8 černý dáma · e8 černý král · f8 černý střelec · h8 černý věž · a7 černý pěšec · b7 černý pěšec · e7 černý pěšec · f7 černý pěšec · h7 černý pěšec · d6 černý pěšec · f6 černý jezdec · g6 černý pěšec · d4 bílý jezdec · e4 bílý pěšec · c3 bílý jezdec · a2 bílý pěšec · b2 bílý pěšec · c2 bílý pěšec · f2 bílý pěšec · g2 bílý pěšec · h2 bílý pěšec · a1 bílý věž · c1 bílý střelec · d1 bílý dáma · e1 bílý král · f1 bílý střelec · h1 bílý věž | a8 černý věž · b8 černý jezdec · c8 černý střelec · d8 černý dáma · e8 černý král · f8 černý střelec · h8 černý věž · a7 černý pěšec · b7 černý pěšec · e7 černý pěšec · f7 černý pěšec · h7 černý pěšec · d6 černý pěšec · f6 černý jezdec · g6 černý pěšec · d4 bílý jezdec · e4 bílý pěšec · c3 bílý jezdec · a2 bílý pěšec · b2 bílý pěšec · c2 bílý pěšec · f2 bílý pěšec · g2 bílý pěšec · h2 bílý pěšec · a1 bílý věž · c1 bílý střelec · d1 bílý dáma · e1 bílý král · f1 bílý střelec · h1 bílý věž | a8 černý věž · b8 černý jezdec · c8 černý střelec · d8 černý dáma · e8 černý král · f8 černý střelec · h8 černý věž · a7 černý pěšec · b7 černý pěšec · e7 černý pěšec · f7 černý pěšec · h7 černý pěšec · d6 černý pěšec · f6 černý jezdec · g6 černý pěšec · d4 bílý jezdec · e4 bílý pěšec · c3 bílý jezdec · a2 bílý pěšec · b2 bílý pěšec · c2 bílý pěšec · f2 bílý pěšec · g2 bílý pěšec · h2 bílý pěšec · a1 bílý věž · c1 bílý střelec · d1 bílý dáma · e1 bílý král · f1 bílý střelec · h1 bílý věž | a8 černý věž · b8 černý jezdec · c8 černý střelec · d8 černý dáma · e8 černý král · f8 černý střelec · h8 černý věž · a7 černý pěšec · b7 černý pěšec · e7 černý pěšec · f7 černý pěšec · h7 černý pěšec · d6 černý pěšec · f6 černý jezdec · g6 černý pěšec · d4 bílý jezdec · e4 bílý pěšec · c3 bílý jezdec · a2 bílý pěšec · b2 bílý pěšec · c2 bílý pěšec · f2 bílý pěšec · g2 bílý pěšec · h2 bílý pěšec · a1 bílý věž · c1 bílý střelec · d1 bílý dáma · e1 bílý král · f1 bílý střelec · h1 bílý věž | a8 černý věž · b8 černý jezdec · c8 černý střelec · d8 černý dáma · e8 černý král · f8 černý střelec · h8 černý věž · a7 černý pěšec · b7 černý pěšec · e7 černý pěšec · f7 černý pěšec · h7 černý pěšec · d6 černý pěšec · f6 černý jezdec · g6 černý pěšec · d4 bílý jezdec · e4 bílý pěšec · c3 bílý jezdec · a2 bílý pěšec · b2 bílý pěšec · c2 bílý pěšec · f2 bílý pěšec · g2 bílý pěšec · h2 bílý pěšec · a1 bílý věž · c1 bílý střelec · d1 bílý dáma · e1 bílý král · f1 bílý střelec · h1 bílý věž | 2 |
| 1 | a8 černý věž · b8 černý jezdec · c8 černý střelec · d8 černý dáma · e8 černý král · f8 černý střelec · h8 černý věž · a7 černý pěšec · b7 černý pěšec · e7 černý pěšec · f7 černý pěšec · h7 černý pěšec · d6 černý pěšec · f6 černý jezdec · g6 černý pěšec · d4 bílý jezdec · e4 bílý pěšec · c3 bílý jezdec · a2 bílý pěšec · b2 bílý pěšec · c2 bílý pěšec · f2 bílý pěšec · g2 bílý pěšec · h2 bílý pěšec · a1 bílý věž · c1 bílý střelec · d1 bílý dáma · e1 bílý král · f1 bílý střelec · h1 bílý věž | a8 černý věž · b8 černý jezdec · c8 černý střelec · d8 černý dáma · e8 černý král · f8 černý střelec · h8 černý věž · a7 černý pěšec · b7 černý pěšec · e7 černý pěšec · f7 černý pěšec · h7 černý pěšec · d6 černý pěšec · f6 černý jezdec · g6 černý pěšec · d4 bílý jezdec · e4 bílý pěšec · c3 bílý jezdec · a2 bílý pěšec · b2 bílý pěšec · c2 bílý pěšec · f2 bílý pěšec · g2 bílý pěšec · h2 bílý pěšec · a1 bílý věž · c1 bílý střelec · d1 bílý dáma · e1 bílý král · f1 bílý střelec · h1 bílý věž | a8 černý věž · b8 černý jezdec · c8 černý střelec · d8 černý dáma · e8 černý král · f8 černý střelec · h8 černý věž · a7 černý pěšec · b7 černý pěšec · e7 černý pěšec · f7 černý pěšec · h7 černý pěšec · d6 černý pěšec · f6 černý jezdec · g6 černý pěšec · d4 bílý jezdec · e4 bílý pěšec · c3 bílý jezdec · a2 bílý pěšec · b2 bílý pěšec · c2 bílý pěšec · f2 bílý pěšec · g2 bílý pěšec · h2 bílý pěšec · a1 bílý věž · c1 bílý střelec · d1 bílý dáma · e1 bílý král · f1 bílý střelec · h1 bílý věž | a8 černý věž · b8 černý jezdec · c8 černý střelec · d8 černý dáma · e8 černý král · f8 černý střelec · h8 černý věž · a7 černý pěšec · b7 černý pěšec · e7 černý pěšec · f7 černý pěšec · h7 černý pěšec · d6 černý pěšec · f6 černý jezdec · g6 černý pěšec · d4 bílý jezdec · e4 bílý pěšec · c3 bílý jezdec · a2 bílý pěšec · b2 bílý pěšec · c2 bílý pěšec · f2 bílý pěšec · g2 bílý pěšec · h2 bílý pěšec · a1 bílý věž · c1 bílý střelec · d1 bílý dáma · e1 bílý král · f1 bílý střelec · h1 bílý věž | a8 černý věž · b8 černý jezdec · c8 černý střelec · d8 černý dáma · e8 černý král · f8 černý střelec · h8 černý věž · a7 černý pěšec · b7 černý pěšec · e7 černý pěšec · f7 černý pěšec · h7 černý pěšec · d6 černý pěšec · f6 černý jezdec · g6 černý pěšec · d4 bílý jezdec · e4 bílý pěšec · c3 bílý jezdec · a2 bílý pěšec · b2 bílý pěšec · c2 bílý pěšec · f2 bílý pěšec · g2 bílý pěšec · h2 bílý pěšec · a1 bílý věž · c1 bílý střelec · d1 bílý dáma · e1 bílý král · f1 bílý střelec · h1 bílý věž | a8 černý věž · b8 černý jezdec · c8 černý střelec · d8 černý dáma · e8 černý král · f8 černý střelec · h8 černý věž · a7 černý pěšec · b7 černý pěšec · e7 černý pěšec · f7 černý pěšec · h7 černý pěšec · d6 černý pěšec · f6 černý jezdec · g6 černý pěšec · d4 bílý jezdec · e4 bílý pěšec · c3 bílý jezdec · a2 bílý pěšec · b2 bílý pěšec · c2 bílý pěšec · f2 bílý pěšec · g2 bílý pěšec · h2 bílý pěšec · a1 bílý věž · c1 bílý střelec · d1 bílý dáma · e1 bílý král · f1 bílý střelec · h1 bílý věž | a8 černý věž · b8 černý jezdec · c8 černý střelec · d8 černý dáma · e8 černý král · f8 černý střelec · h8 černý věž · a7 černý pěšec · b7 černý pěšec · e7 černý pěšec · f7 černý pěšec · h7 černý pěšec · d6 černý pěšec · f6 černý jezdec · g6 černý pěšec · d4 bílý jezdec · e4 bílý pěšec · c3 bílý jezdec · a2 bílý pěšec · b2 bílý pěšec · c2 bílý pěšec · f2 bílý pěšec · g2 bílý pěšec · h2 bílý pěšec · a1 bílý věž · c1 bílý střelec · d1 bílý dáma · e1 bílý král · f1 bílý střelec · h1 bílý věž | a8 černý věž · b8 černý jezdec · c8 černý střelec · d8 černý dáma · e8 černý král · f8 černý střelec · h8 černý věž · a7 černý pěšec · b7 černý pěšec · e7 černý pěšec · f7 černý pěšec · h7 černý pěšec · d6 černý pěšec · f6 černý jezdec · g6 černý pěšec · d4 bílý jezdec · e4 bílý pěšec · c3 bílý jezdec · a2 bílý pěšec · b2 bílý pěšec · c2 bílý pěšec · f2 bílý pěšec · g2 bílý pěšec · h2 bílý pěšec · a1 bílý věž · c1 bílý střelec · d1 bílý dáma · e1 bílý král · f1 bílý střelec · h1 bílý věž | 1 |
|   | a | b | c | d | e | f | g | h |   |

1.e4 c5 2. Jf3 d6 3. d4 cxd4 4. Jxd4 Jf6 5. Jc3 g6 (ECO B70-B79)
Patří k nejostřejším variantám. Černý fianchetuje svého černopolného střelce, s nímž plánuje útočit na střed. Bílý často volí odpověď s velkou rochádou a útokem na královském křídle, černý se snaží o protihru na sloupci c, často i za cenu oběti kvality. Bílý může rochovat i na královské křídlo, hra má potom zpravidla mnohem klidnější poziční charakter.
Vzhledem k útočným možnostem bílého je dračí varianta považována za velmi riskantní a v poslední době se na nejvyšší úrovni moc neobjevuje.

### Simaginova varianta
1.e4 c5 2. Jf3 Jc6 3.d4 cxd4 4. Jxd4 g6 (ECO B34-B35)
Je typická tím, že po 5. Jc3 Sg7 6. Se3 Jf6 černý po 7. Sc4 nehraje d6 a snaží se bránit bílému ve velké rošádě. Hraje-li černý d6, tak hra přechází do dračí varianty.

### Marózcyho systém
1.e4 c5 2. Jf3 Jc6 3.d4 cxd4 4. Jxd4 g6 5.c4 (ECO B36-B39)
Bílý získává prostorovou převahu, často vzniká i z Anglické hry

### Svěšnikovova varianta
1.e4 c5 2. Jf3 Jc6 3. d4 cxd4 4. Jxd4 Jf6 5. Jc3 e5 6. Jdb5 d6 (ECO B33)
vzniká i v odložené verzi po
1.e4 c5 2. Jf3 e6 3. d4 cxd4 4. Jxd4 Jf6 5. Jc3 Jc6 6. Jdb5 d6 7. Sf4 e5 8.Sg5
Patří k nejostřejším variantám a také k oblíbeným variantám, objevuje se i mezi top hráči.
Černý zde za cenu pozičního oslabení (absolutně ztrácí kontrolu nad polem d5) získává aktivní protihru.

### Nová Svěšnikovova varianta
1.e4 c5 2. Jf3 Jc6 3. d4 cxd4 4. Jxd4 e5 (ECO B32)
Ačkoli se nejedná o nové pokračování, nemá ustálený název.
Považovala se za nekorektní, ale její obliba trochu vzrostla poté, co se po 6. Jb5 místo 6… a6 začalo hrát 6… d6, kde se černý často pokouší vyměnit černopolné střelce Se7-Sg5. Nemá tolik kombinační charakter jako Svěšnikovova varianta. Může do ní ale i s přehozením tahů přejít.

### Varianta Čtyř jezdců
1.e4 c5 2. Jf3 e6 3. d4 cxd4 4. Jxd4 Jf6 5.Jc3 Jc6 (ECO B45)
Je charakteristická postupem 6. Jdb5 Sb4 7.a3 Sxc3 8. Jxc3
kde má černý volnou hru, ale tento postup není moc populární, protože bílý má dvojici střelců a může se snažit využít slabosti izolovaného pěšce.
Častěji se ale hraje jen s cílem přejít v jiném pořadí do Svěšnikovovy varianty po 6.Jdb5 d6 7.Sf4 e5 8.Sg5, tomu se bílý nejednou vyhýbá 6.Jxc6 bxc6 7. e5

### Sicilská s 3.Sb5
1.e4 c5 2. Jf3 Jc6 3.Sb5 (ECO B31)
Je v poslední době hranější než dříve, bílý tak většinou hraje, aby nevznikla Svěšnikovova varianta.
Po výměně bílého střelce za jezdce má černý zhoršenou pěšcovou strukturu, což mu kompenzuje dvojice střelců.

### Čechoverova varianta
1.e4 c5 2. Jf3 d6 3. d4 cxd4 4. Dxd4 (ECO B53)
Se občas vyskytuje, bílý aktivuje dámu a v případě jejího okamžitého napadení mění střelce za jezdce. V hlavní linii tu vzniká pozice s opačnými rošádami a oboustrannými šancemi.

### Nimcovičova varianta
1.e4 c5 2. Jf3 Jf6 (ECO B29)
Se vyskytuje zřídka má podobnou myšlenku jako Aljechinova obrana.
Po 2. e5 má bílý prostorovou převahu. Hraje-li bílý 2. Jc3 hra může přejít do klasických variant.

### Alapinova varianta
1.e4 c5 2. c3 (ECO B22)
Občas vznikne i o tah později

1.e4 c5 2.Jf3 Jc6 3.c3

1.e4 c5 2.Jf3 e6 3.c3
Je v poslední době populární a patří za nejlepší pokračování, kterým se bílý vyhne hlavním variantám.
Je poklidnější než jiné varianty. Bílý se zde snaží obsadit centrum pěšci, černý ale může získat protihru v centru.

### Zavřená sicilská
1.e4 c5 2. Jc3 (ECO B23-B26)
Se vyskytuje méně často a má zavřený charakter, černý většinou volí fianchetto střelce Sg7 a má pod kontrolou pole d4.

### Morra gambit
1.e4 c5 2. d4 cxd4 3.c3 (v ECO B21)
Bílý se snaží za cenu pěšce získat rychlý vývin. Na nejvyšší úrovni se nevyskytuje, neboť jeho korektnost je sporná.

Černý ho může i odmítnout tahem 3… d3 a poté vznikají i pozice podobné Marózcyho variantě.

### Sicilský gambit
1.e4 c5 2. b4 (v ECO B20)
vzniknout může i po 1.e4 c5 2. Jf3 e6 3.b4
Bílý se za cenu oběti pěšce snaží získat převahu ve středu a aktivní hru. Je považován za příliš riskantní až nekorektní a hraje se velmi vzácně.